# قائمة إصدارات الطوابع البريدية في الشارقة (1965)
أدارت المملكة المتحدة العلاقات الخارجية لإمارات الساحل المتصالح نتيجة لمعاهدة «الاتفاقية الحصرية» لعام 1892، بما في ذلك إدارة البريد والبرق - حيث تكن هذه الإمارات منتمية للاتحاد البريدي العالمي. افتتحت حكومة الهند أول مكتب بريد في دبي في عام 1941. وفي عام 1948، وتولت إدارته وتشغيله الوكالات البريدية البريطانية في شرق شبه الجزيرة العربية، وهي شركة تابعة لمكتب البريد العام. كانت الطوابع في ذلك الوقت عبارة عن طوابع بريطانية مقابل رسوم إضافية بقيمة الروبية، حتى عام 1959، حيث أصدرت مجموعة من طوابع بريدية تحمل اسم «الإمارات المتصالحة» من دبي.
في عام 1963، تنازلت المملكة المتحدة عن مسؤوليتها عن الأنظمة البريدية في الإمارات المتصالحة إلى حكام الإمارات المتصالحة. لذا أصدرت إمارة الشارقة أول طوابعها البريدية في سنة 1963.
الكثير من الطوابع التي أصدرت في إمارة الشارقة تصنف ضمن طوابع الكثبان الرملية. طبعت هذه الطوابع بكثرة في الستينيات وأوائل السبعينيات من القرن الماضي، وتكاد تكون عديمة القيمة اليوم.
وجد فينبار كيني وهو رجل أعمال أمريكي ومن هواة جمع الطوابع الفرصة لإنشاء عدد من الإصدارات من الطوابع التي تستهدف سوق جامعي الطوابع المربح. وقد أبرم في عام 1964 اتفاقات مع إمارات الخليج العربي لإصدار طوابع، ومن بينها إمارة الشارقة. حملت هذه الطوابع مصورا ذات ألوان وأشكال صارخة وليس لها صلة فعلية بالإمارات.
كان بيع الطوابع البريدية لفترة قصيرة تجارة مربحة للإمارات، حيث كان لمعظم الإمارات القليل من مصادر الدخل، باستثناء إمارة أبو ظبي، التي توفر فيها إنتاج النفط منذ عام 1965. ومع ذلك، انخفضت الإيرادات التي تصل إلى 70 ألف جنيه إسترليني للإمارات الأفقر إلى 30 ألف جنيه إسترليني مع التشبع الحتمي للسوق. شكل بيع الطوابع بحلول عام 1966 المصدر الرئيسي لدخل الإمارات المتصالحة الشمالية.
أدى انتشارها في النهاية إلى تقليل قيمتها، ولهذا السبب، فإن العديد من الكتالوجات الشعبية اليوم لا تدرجها حتى.
اتهم فينبار كيني بالتورط في قضية رشوة في الولايات المتحدة بسبب تعاملاته مع حكومة جزر كوك. انتهت ترتيبات فينبار كيني عندما توحدت الإمارات العربية المتحدة في ديسمبر 1971.
هذه قائمة إصدارات الطوابع البريدية في إمارة الشارقة لعام 1965:

## إصدارات الطيور
في 20 فبراير 1965، أصدرت الطوابع التالية التي تحمل صور طيور، وهي مخصصة للبريد الجوي:

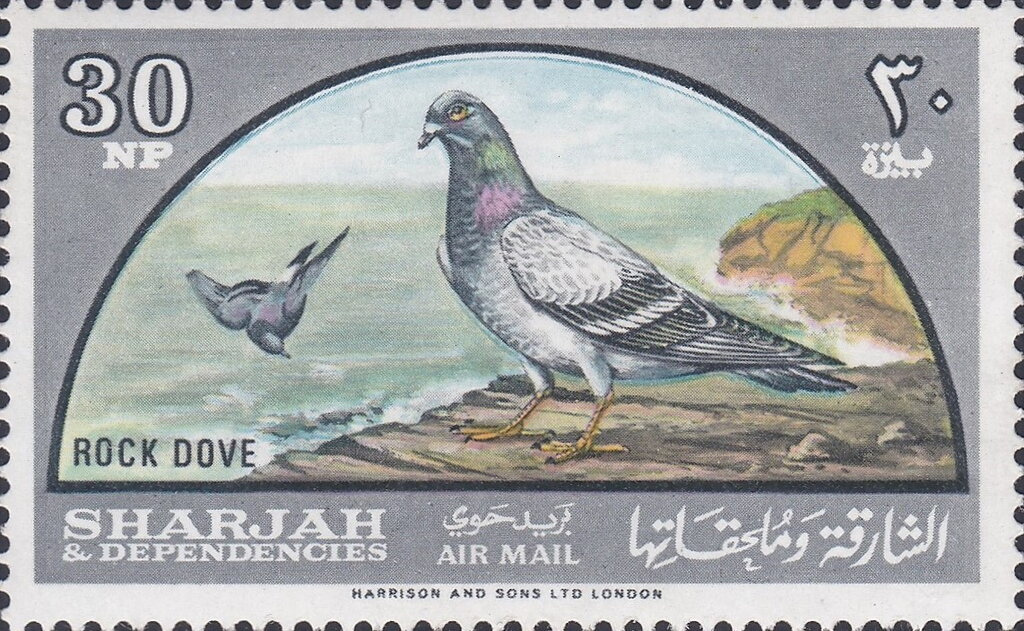
30 بيزة حمامة طورانية (Columba livia)
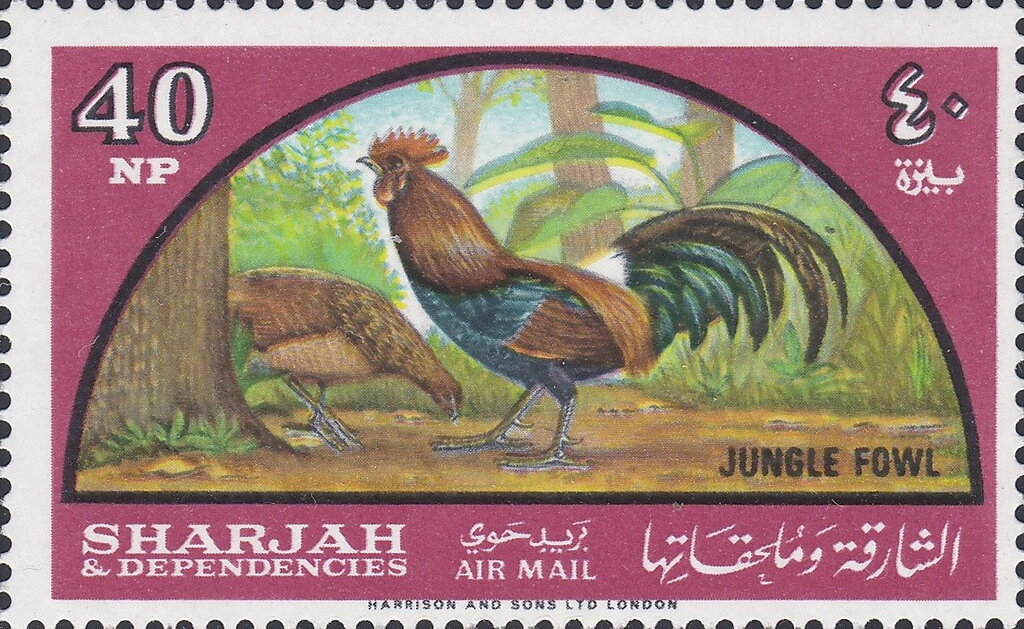
40 بيزة دجاج الأدغال الأحمر (Gallus gallus)
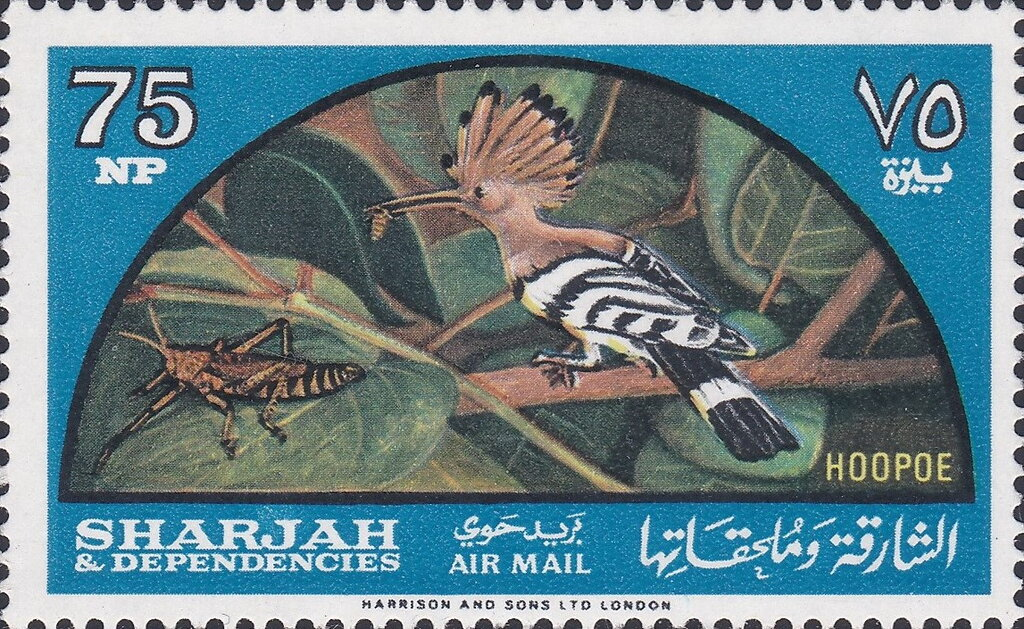
75 بيزة هدهد أوراسي (Upupa epops)
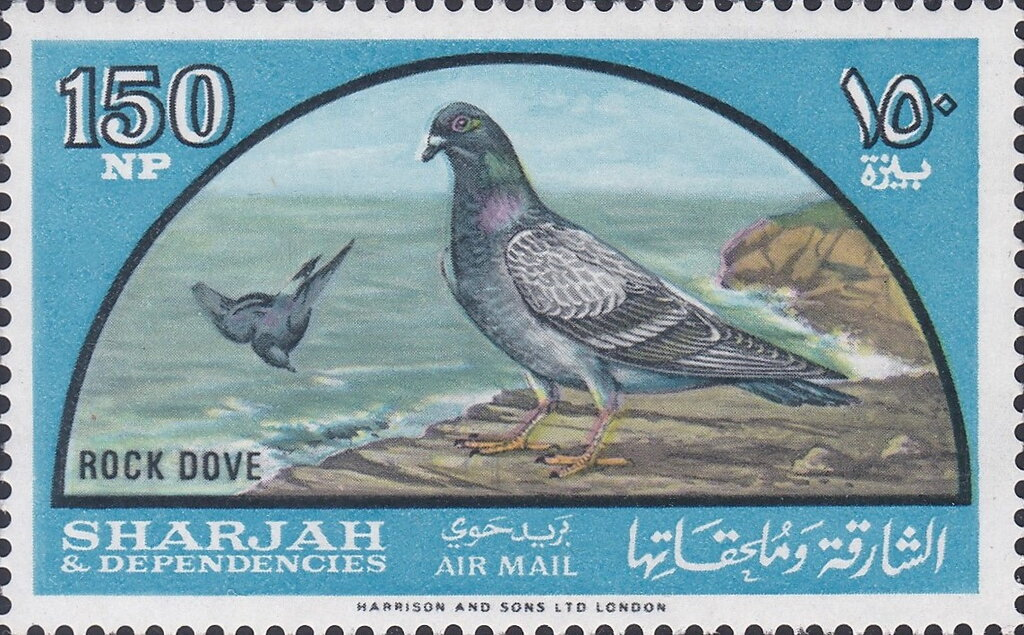
150 بيزة حمامة طورانية (Columba livia)
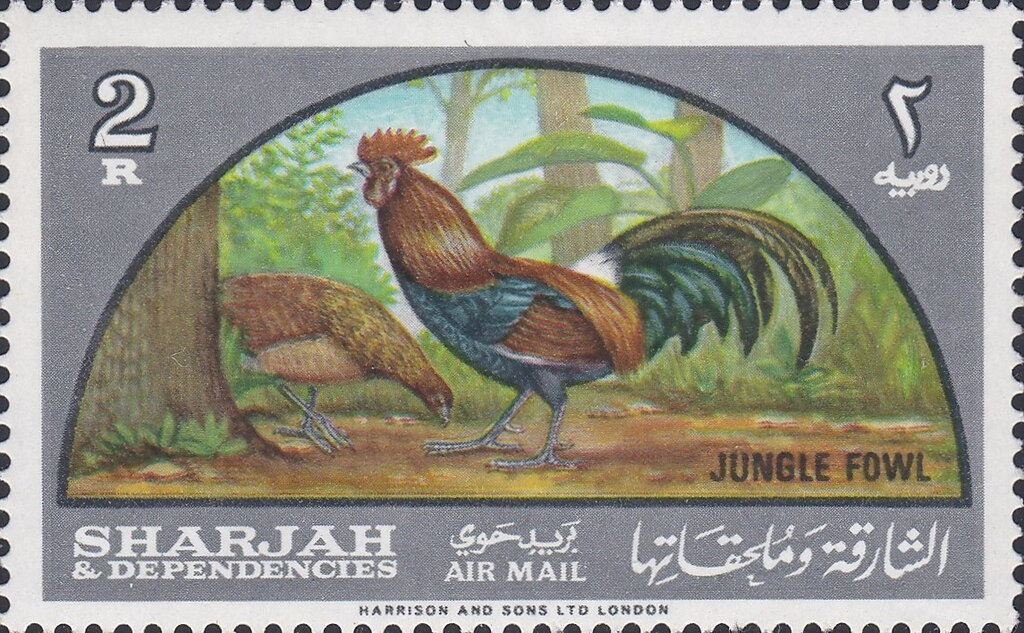
روبيتان دجاج الأدغال الأحمر (Gallus gallus)
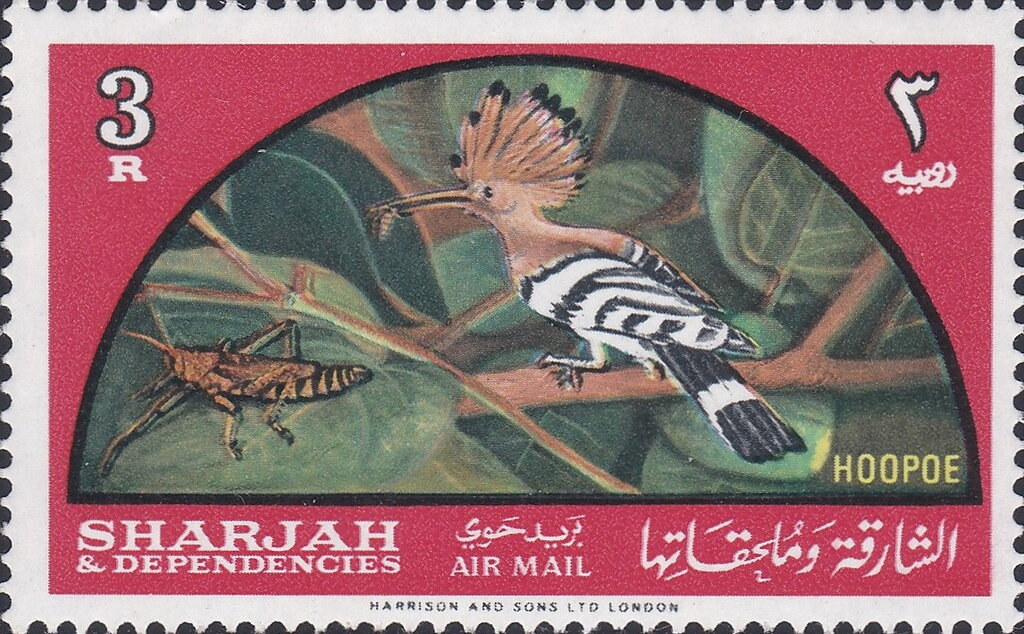
3 روبيات هدهد أوراسي (Upupa epops)

وهذه صور صحائف الطوابع:

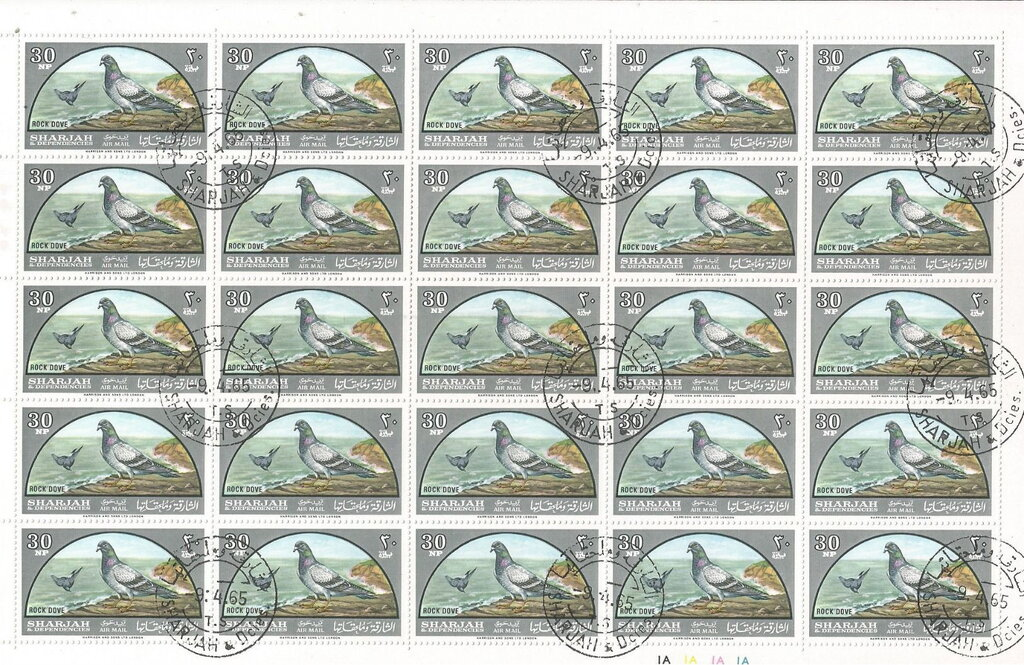
صحيفة تضم 25 طابعا قيمة كل منها 30 بيزة حمامة طورانية (Columba livia)
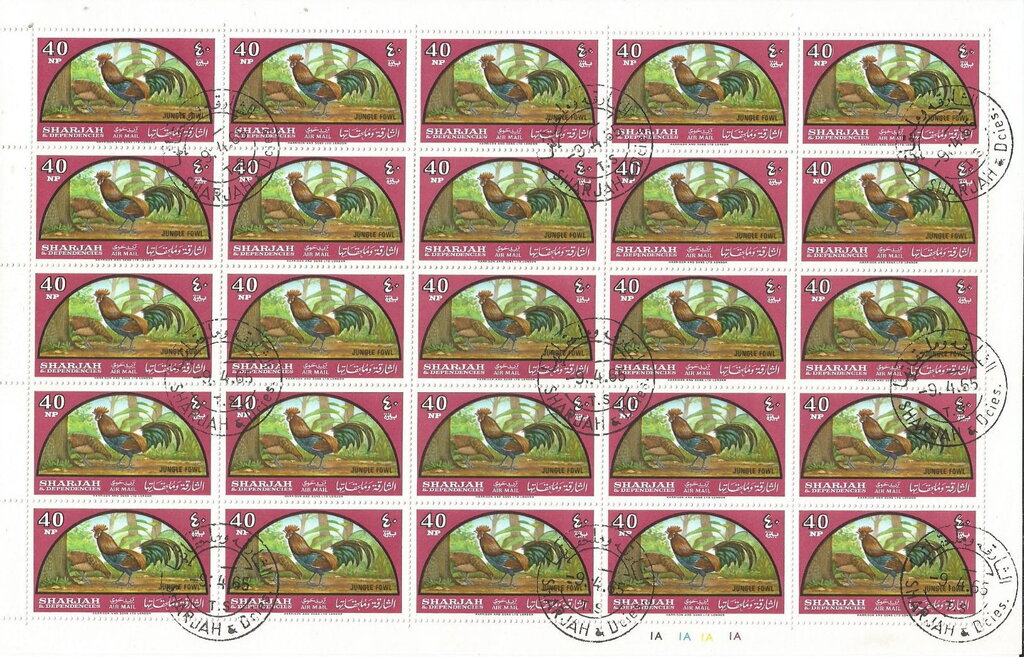
صحيفة تضم 25 طابعا قيمة كل منها 40 بيزة دجاج الأدغال الأحمر (Gallus gallus)
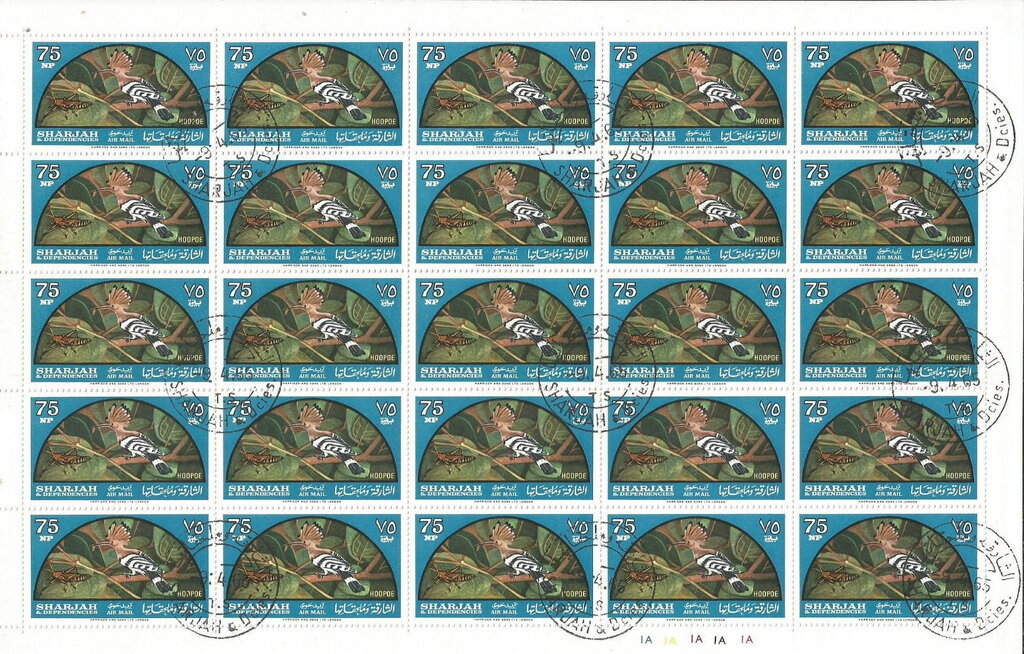
صحيفة تضم 25 طابعا قيمة كل منها 75 بيزة هدهد أوراسي (Upupa epops)
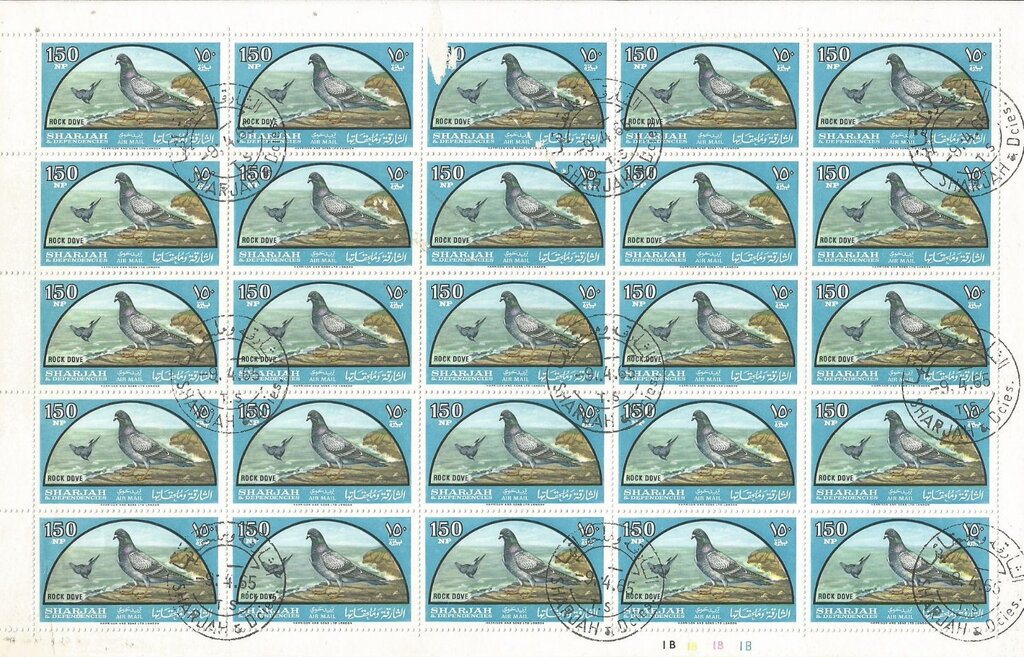
صحيفة تضم 25 طابعا قيمة كل منها 150 بيزة حمامة طورانية (Columba livia)
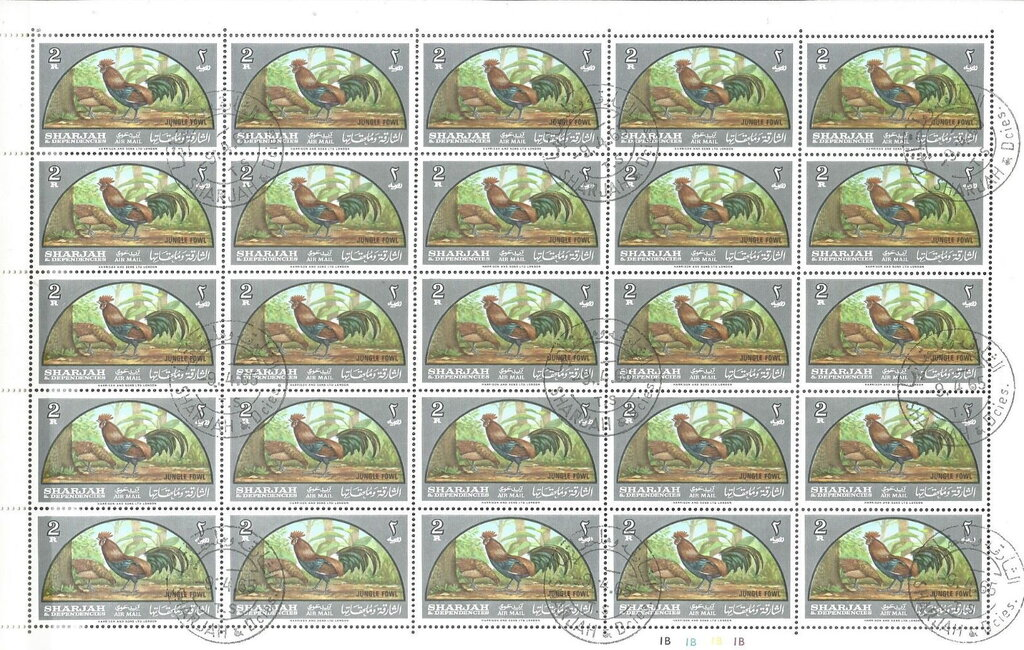
صحيفة تضم 25 طابعا قيمة كل منها روبيتان دجاج الأدغال الأحمر (Gallus gallus)
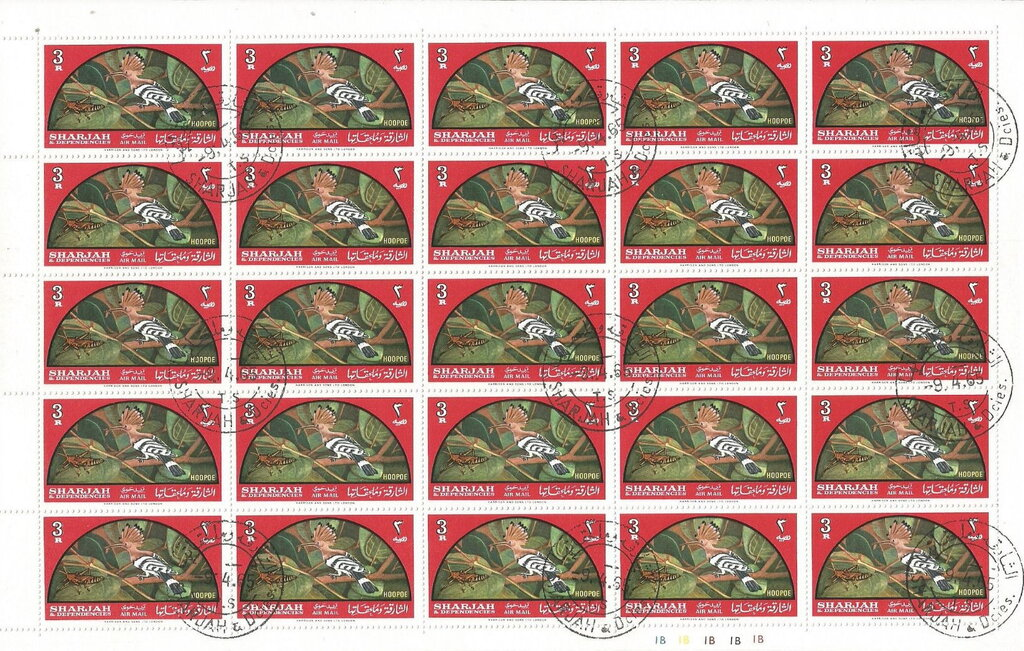
صحيفة تضم 25 طابعا قيمة كل منها 3 روبيات هدهد أوراسي (Upupa epops)

كما توفرت الطوابع في إصدار غير مخرم:

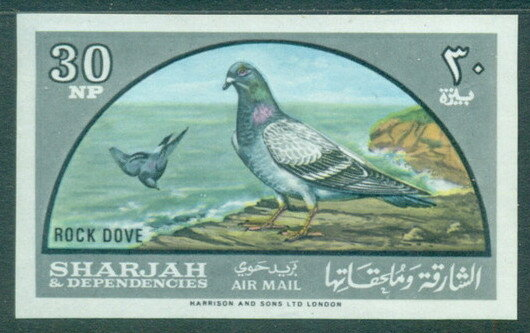
30 بيزة حمامة طورانية (Columba livia)
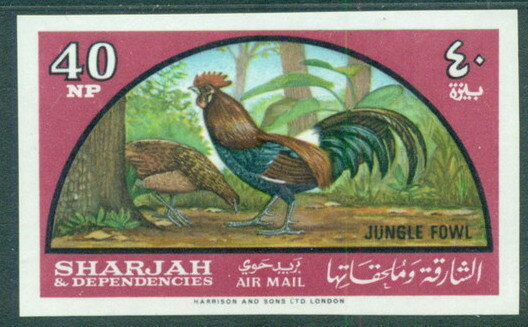
40 بيزة دجاج الأدغال الأحمر (Gallus gallus)
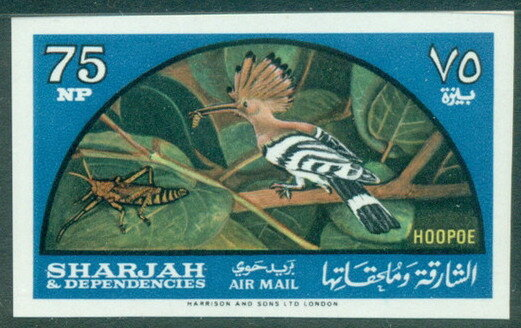
75 بيزة هدهد أوراسي (Upupa epops)
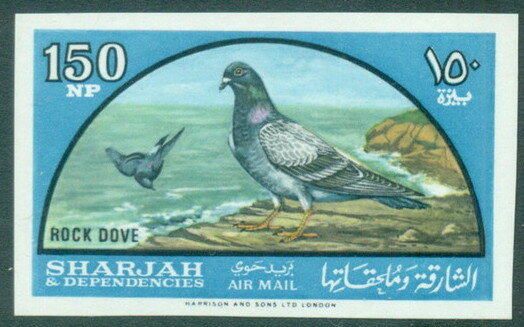
150 بيزة حمامة طورانية (Columba livia)
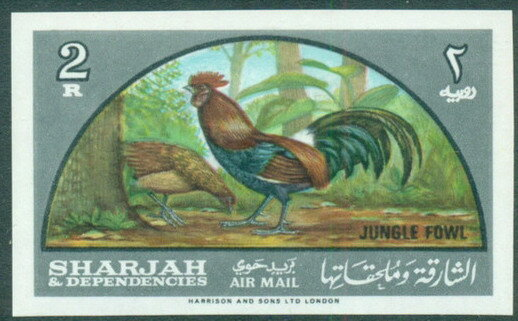
روبيتان دجاج الأدغال الأحمر (Gallus gallus)
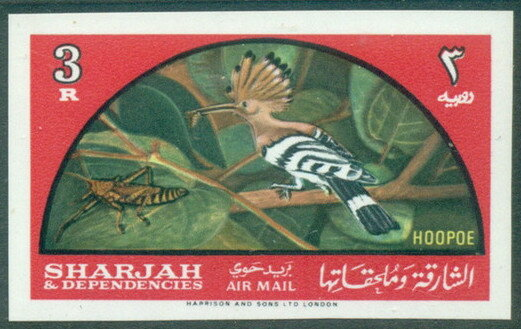
3 روبيات هدهد أوراسي (Upupa epops)

## إصدارات العلوم ووسائل النقل والاتصالات

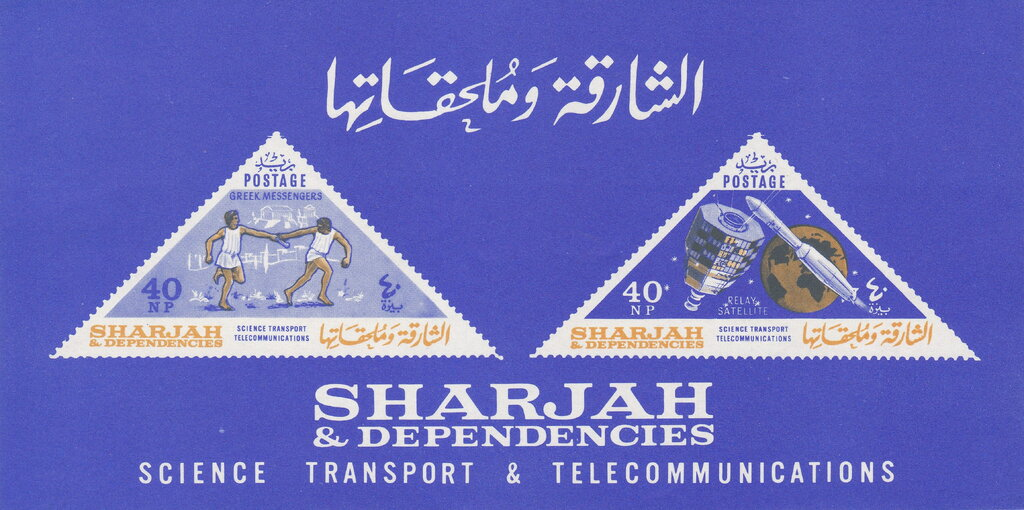
بطاقة تذكارية تضم طابعين بقيمة 40 بيزة.

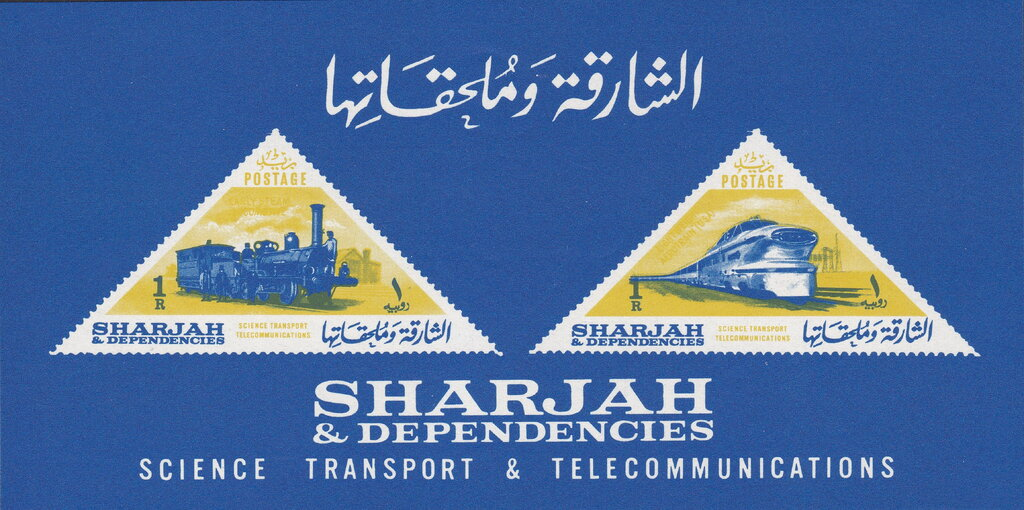
بطاقة تذكارية تضم طابعين بقيمة روبية واحدة لكل طابع.

في 26 أبريل 1965، أصدرت الطوابع التالية والتي تختص بموضوع العلوم ووسائل النقل والاتصالات، ويمكن ملاحظة أن كل فئة من الطوابع تضم طابعين يحملان نفس الألوان ويمثل أحدهما الوسائل القديمة والطابع الآخر يمثل الوسائل الأحدث، ولكون الطوابع مثلثة وجدت الطوابع أيضا في أزواج من طابعين متجاورين لكل فئة. وقد توفر من الطوابع نسخ مخرمة وأخرى غير مخرمة. وفي سبتمبر عام 1966، أعيد توشيح الطوابع بعملة الدرهم والريال بعد اعتمادها والاستغناء عن الروبية.
وهذه قائمة الطوابع:

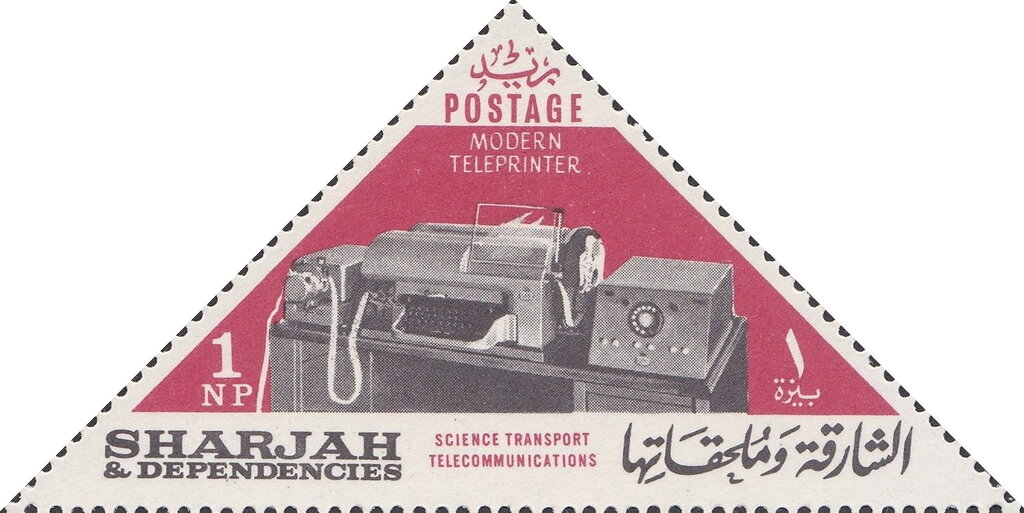
بيزة واحدة مبرقة كاتبة
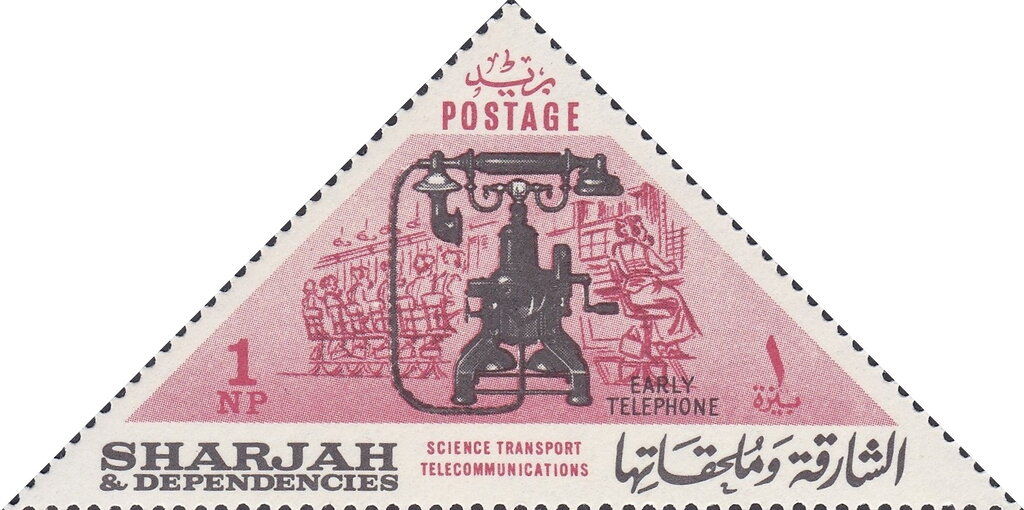
بيزة واحدة هاتف
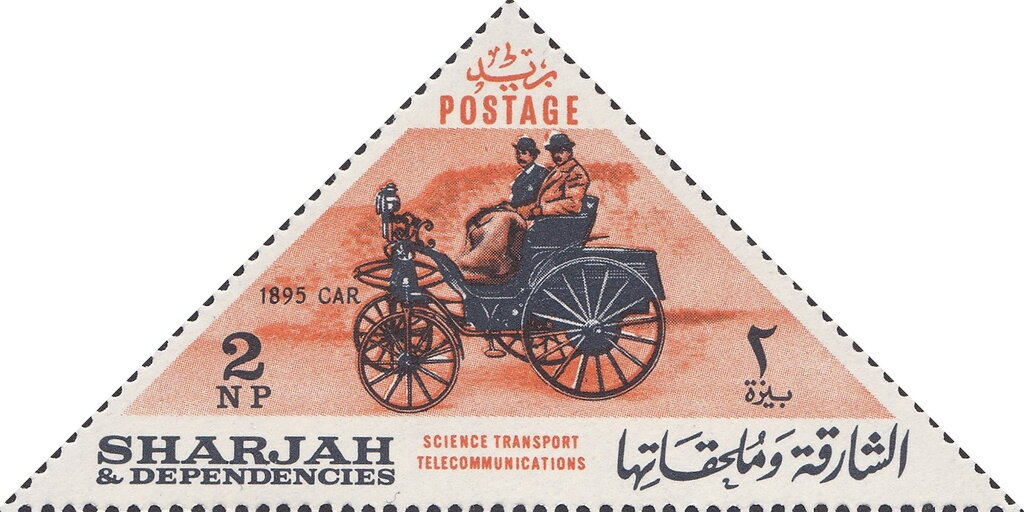
بيزتان سيارة بنز فكتوريا[الإنجليزية] (1895)
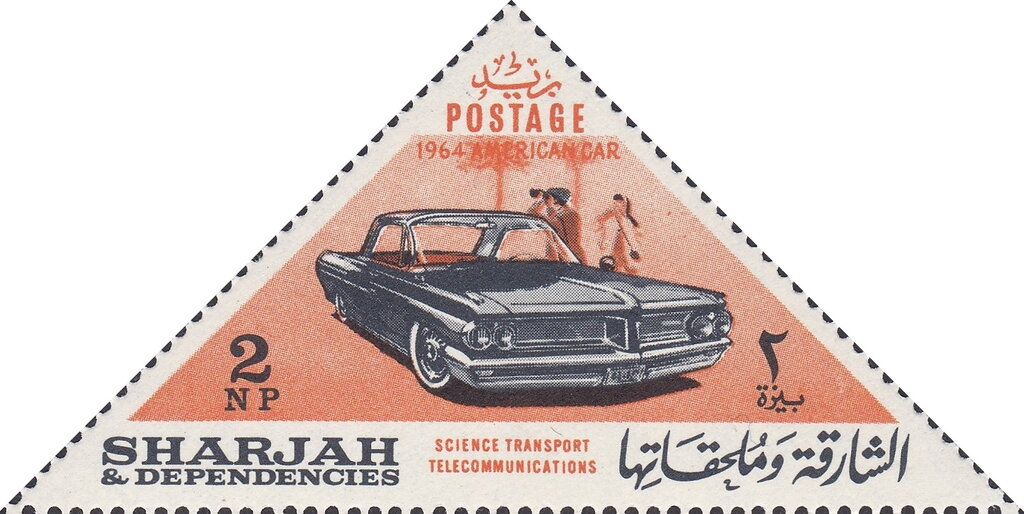
بيزتان سيارة بونتياك (1964)
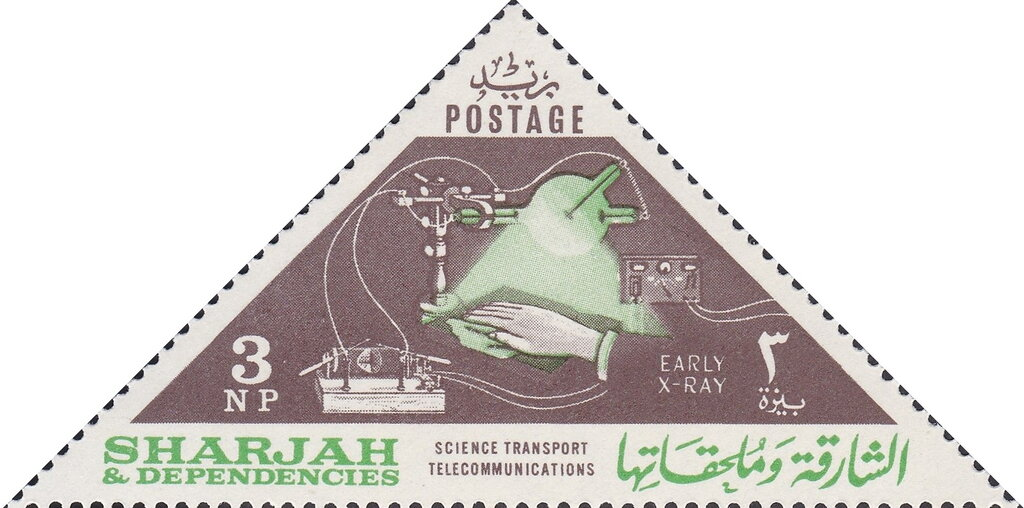
3 بيزات جهاز أشعة سينية قديم
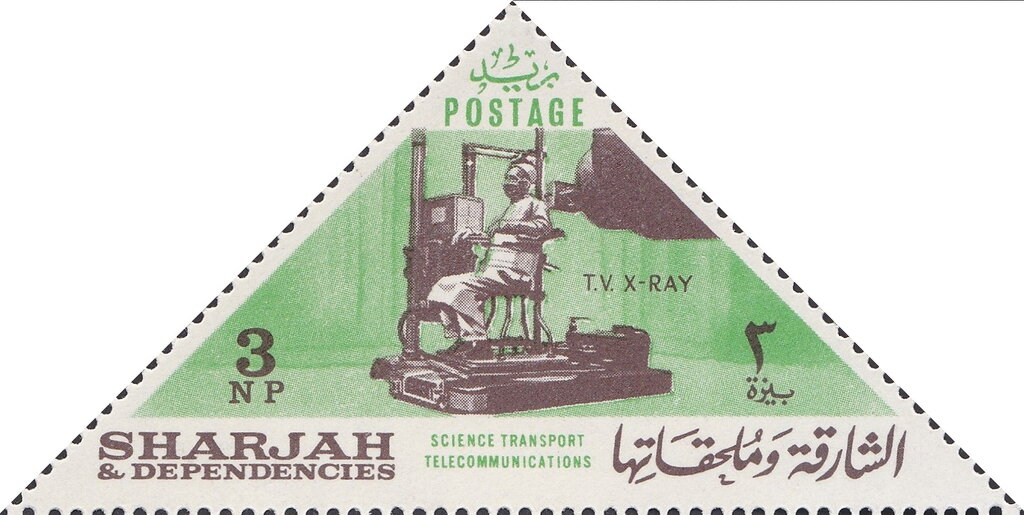
3 بيزات مشاهدة فحص الأشعة السينية بواسطة شاشة.
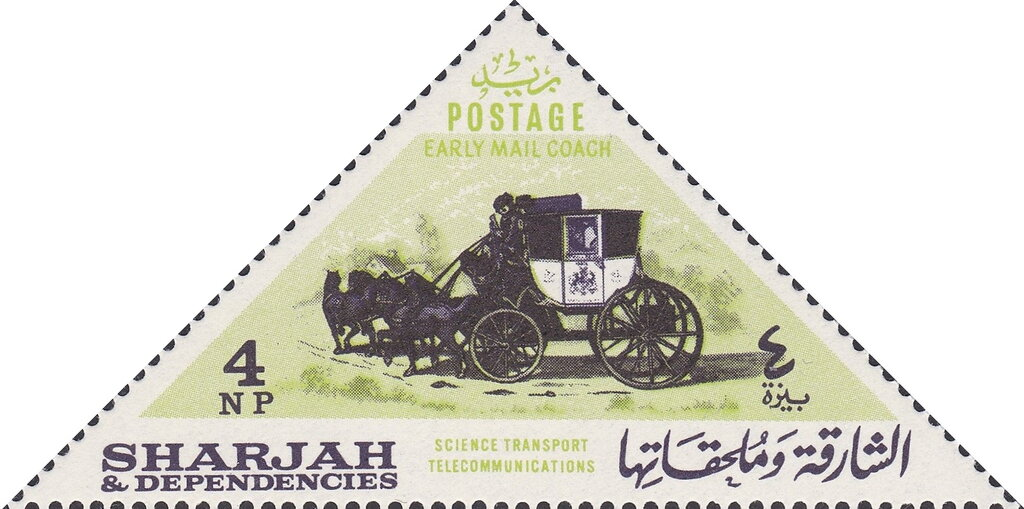
4 بيزات غربة بريد[الإنجليزية]
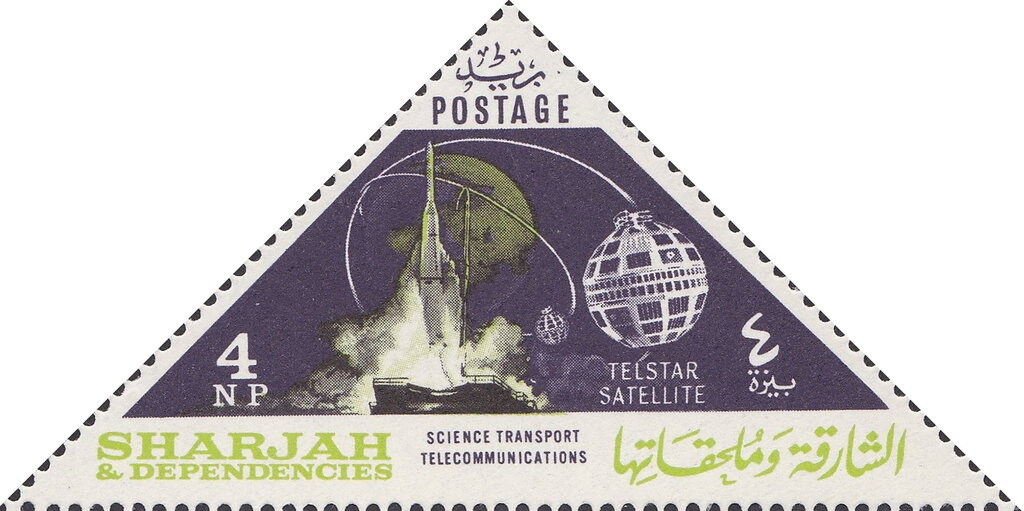
4 بيزات صاروخ ثور دلتا[الإنجليزية] وقمر تلستار[الإنجليزية]
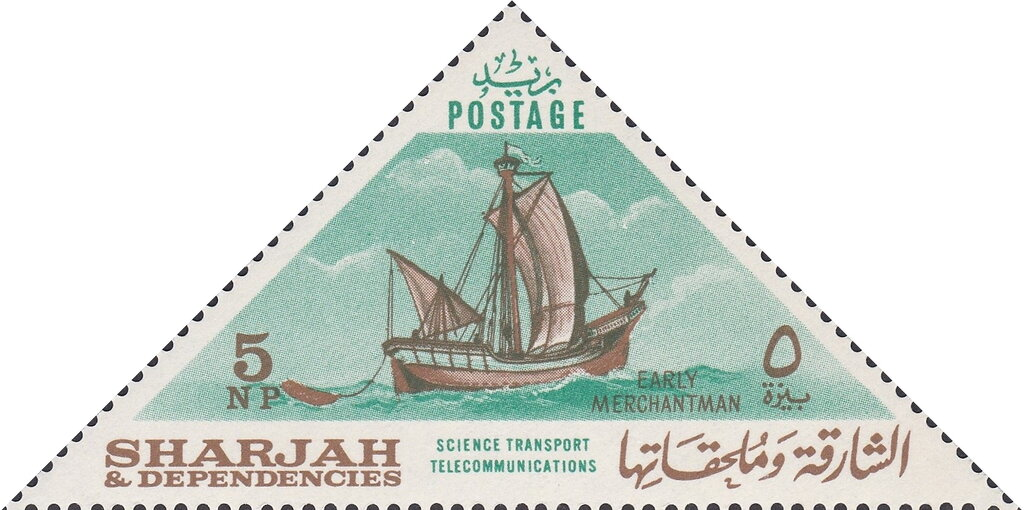
5 بيزات سفينة تجارية قديمة
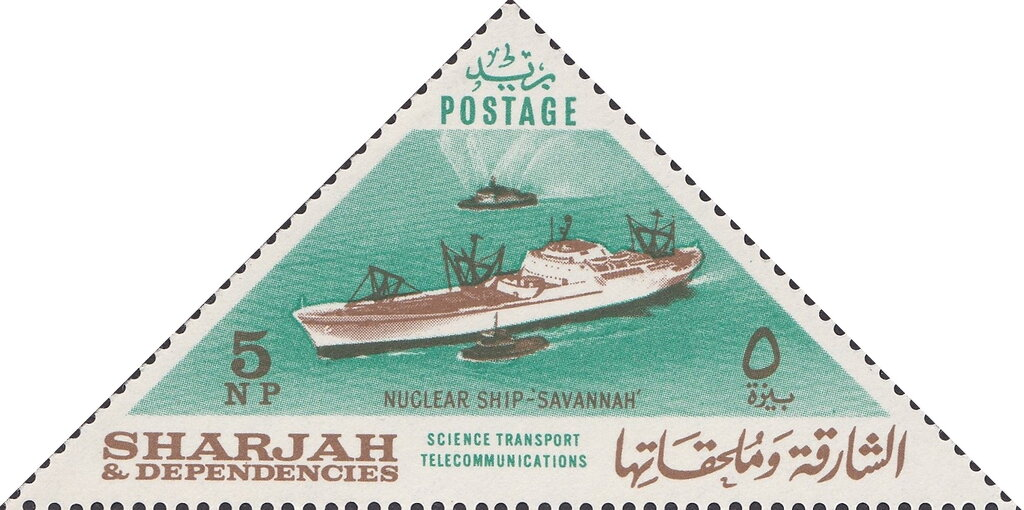
5 بيزات سفينة نووية: (سفينة سافاناه النووية[الإنجليزية])
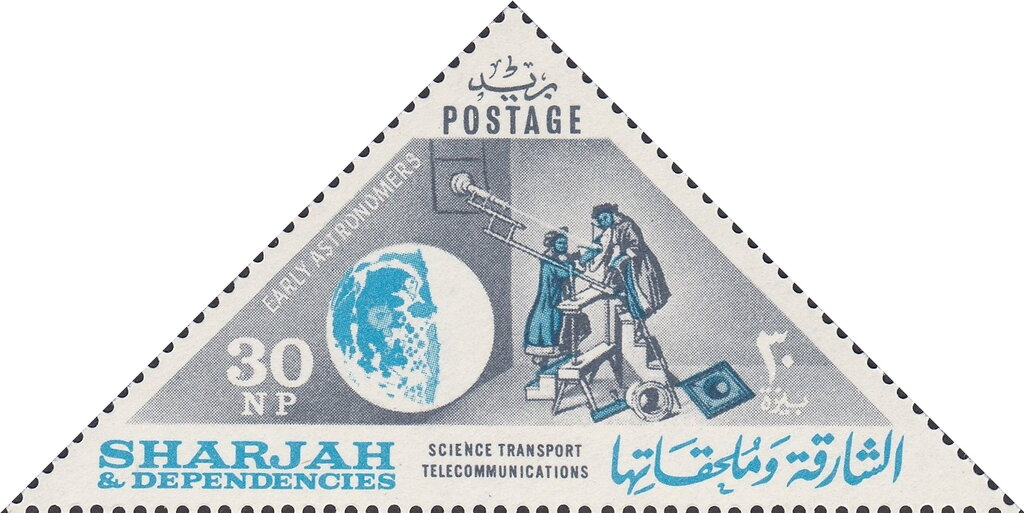
30 بيزة علماء فلك من العصور الوسطى
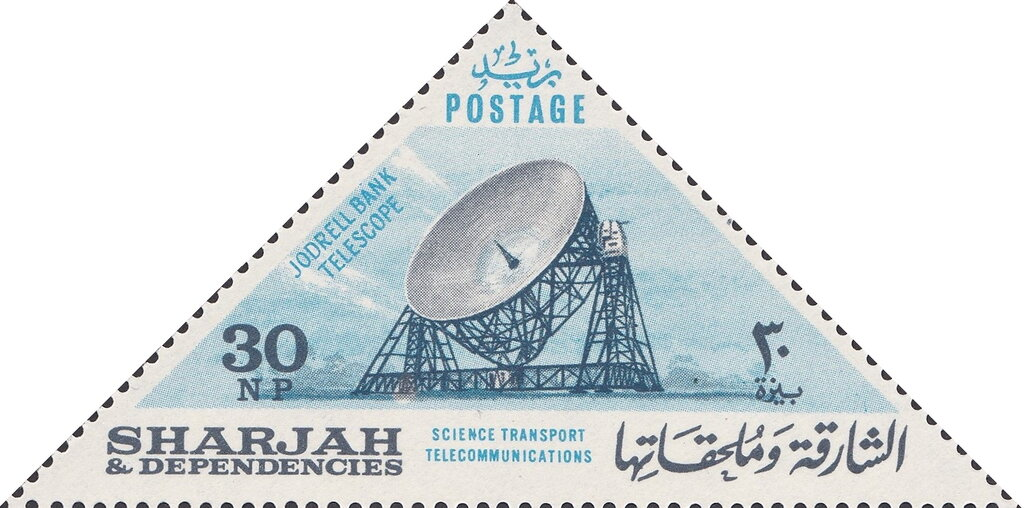
30 بيزة مقراب راديوي في مرصد جودريل بنك
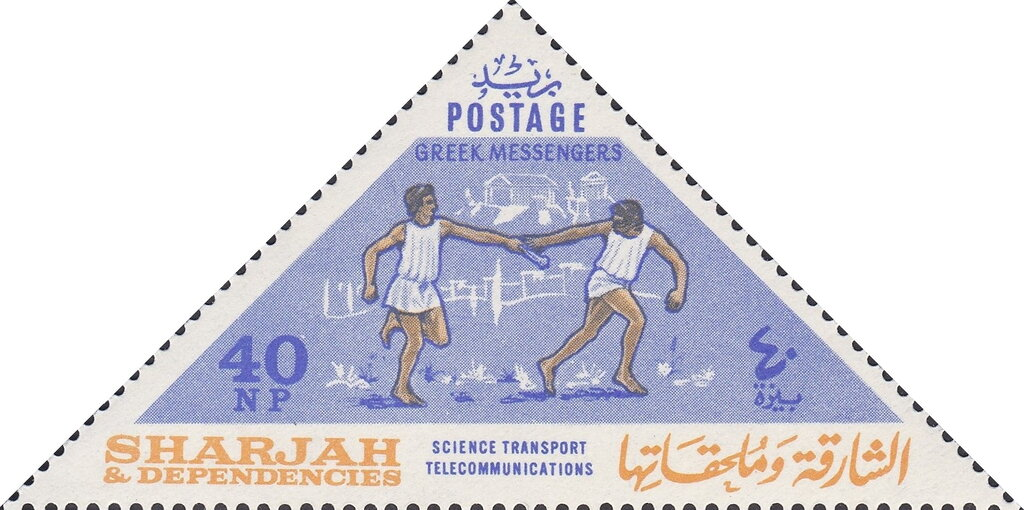
40 بيزة مرسال إغريقي
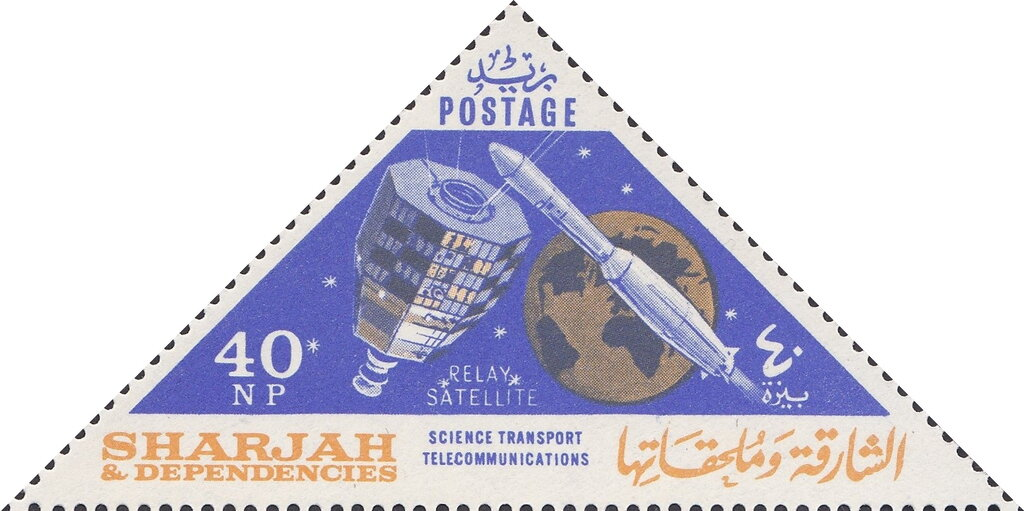
40 بيزة قمر تتبع صاروخ دلتا[الإنجليزية] وكوكب.
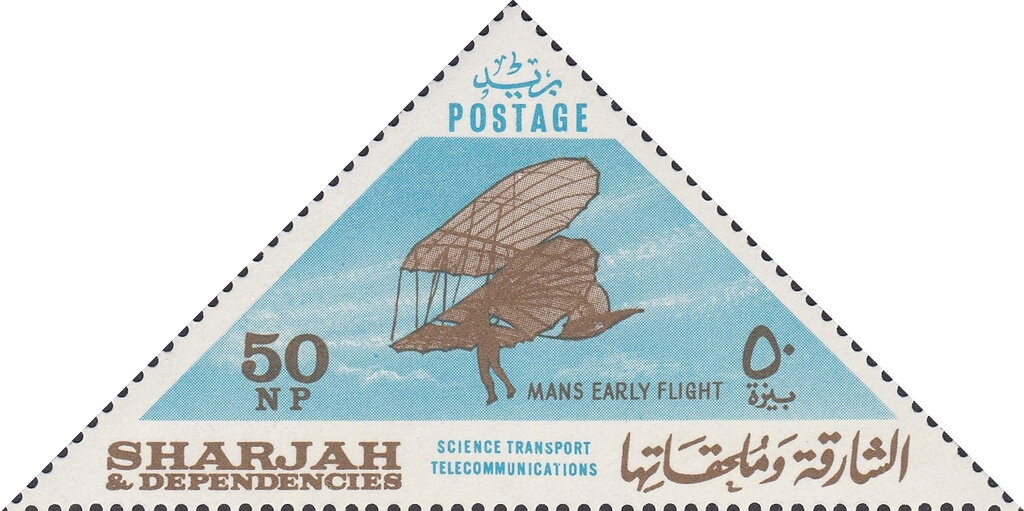
50 بيزة طائرة شراعية من اختراع أوتو ليلينتال
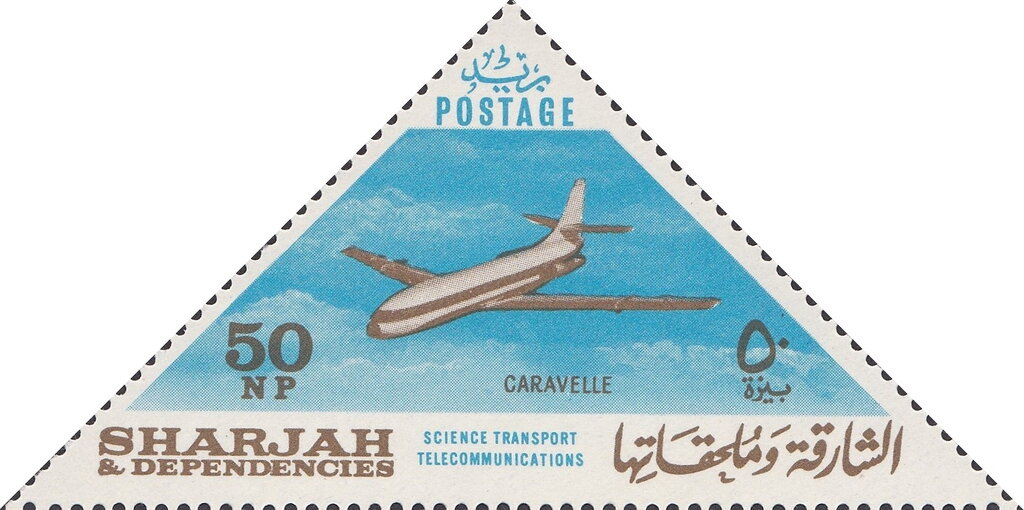
50 بيزة طائرة سود أفياسيون كارافيل
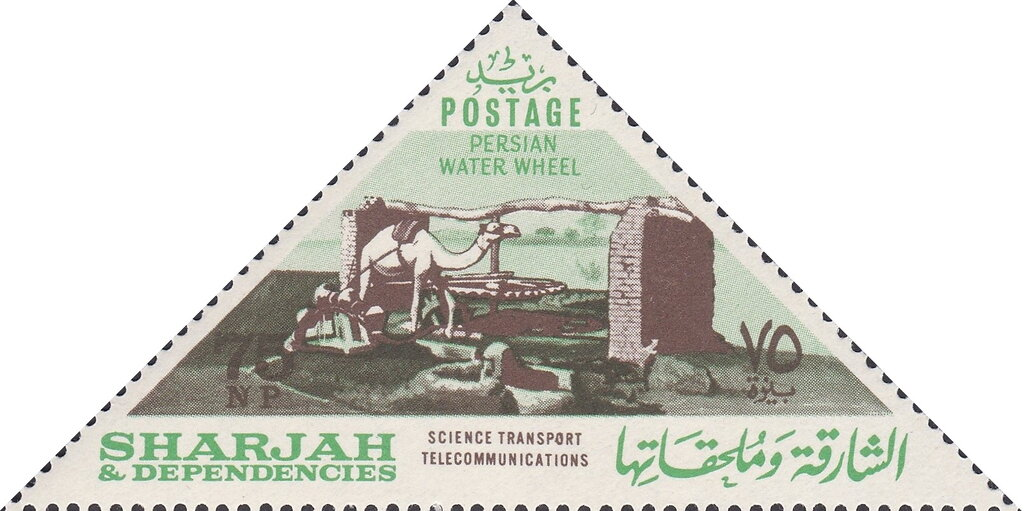
75 بيزة دولاب مائي
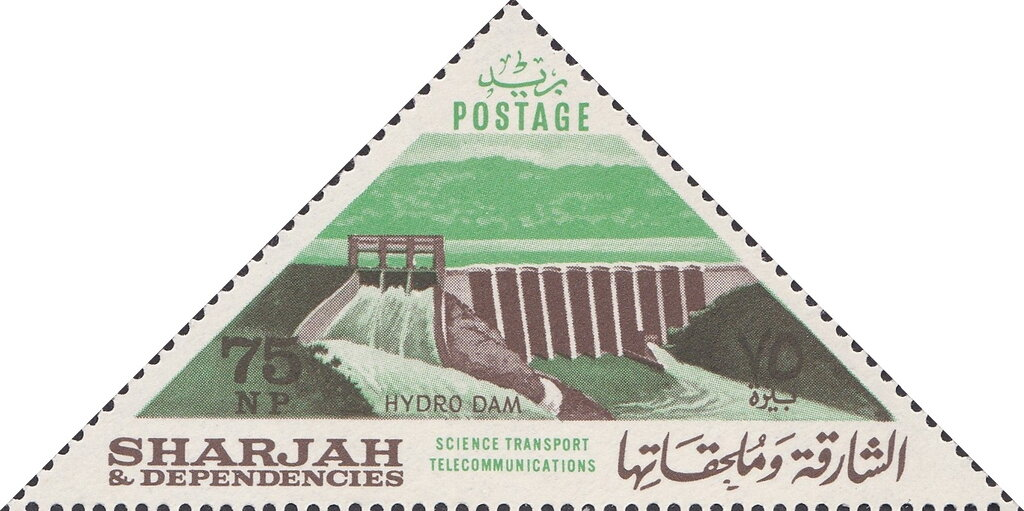
75 بيزة سد طاقة كهرمائية
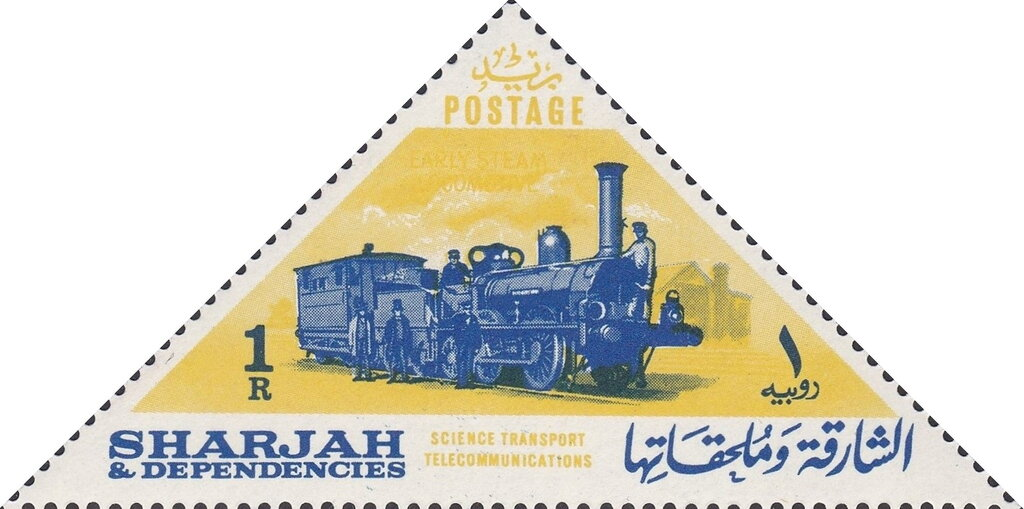
روبية واحدة قاطرة بخارية (1845)
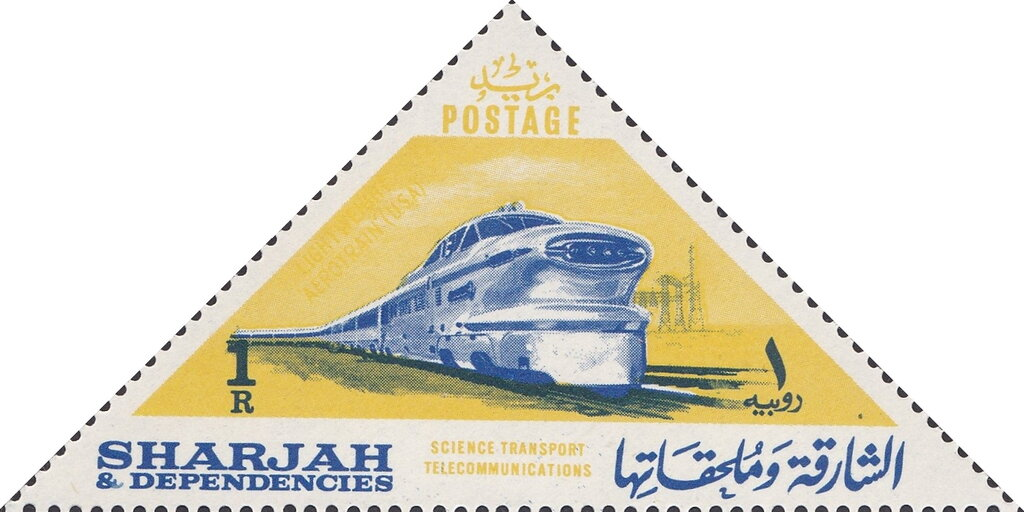
روبية واحدة قاطرة ديزل (1965)

وهذه أيضا قائمة أزواج الطوابع المتجاورة المخرمة:

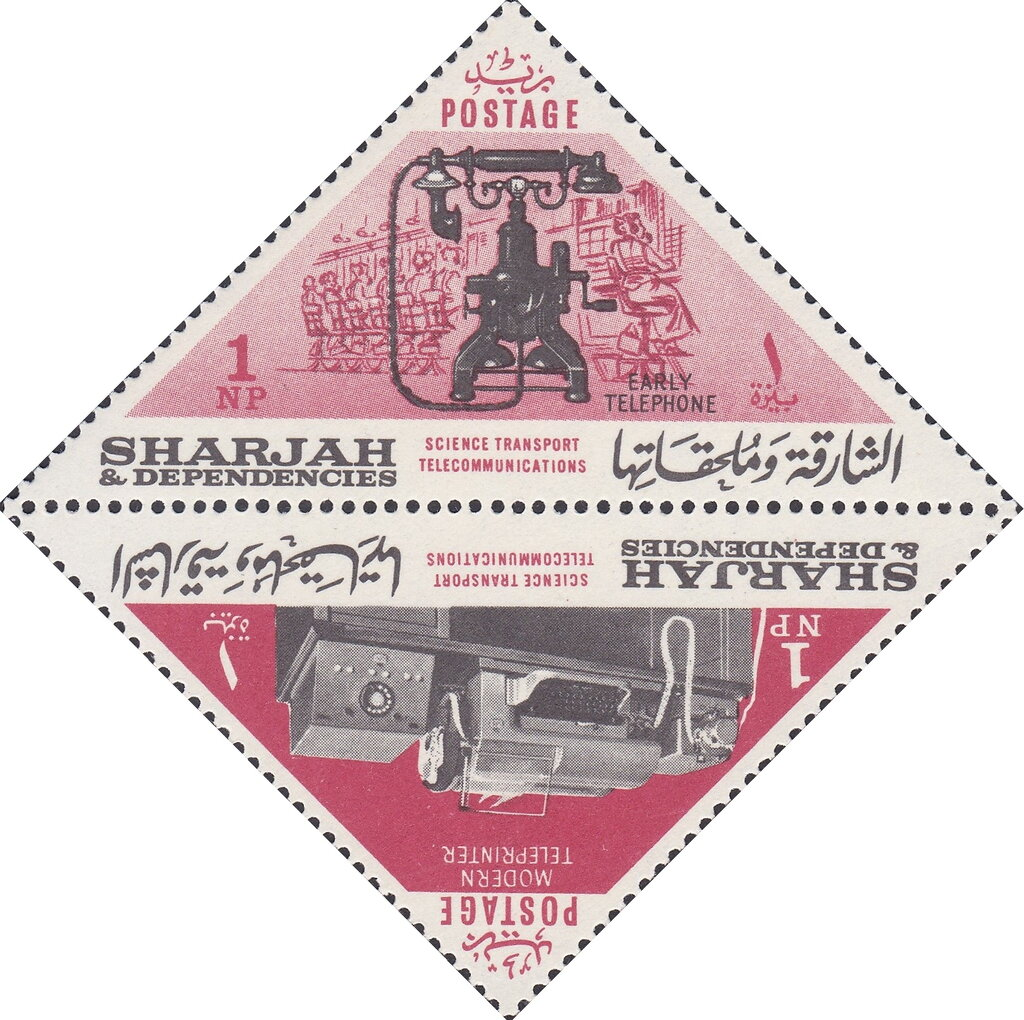
بيزة واحدة لكل طابع
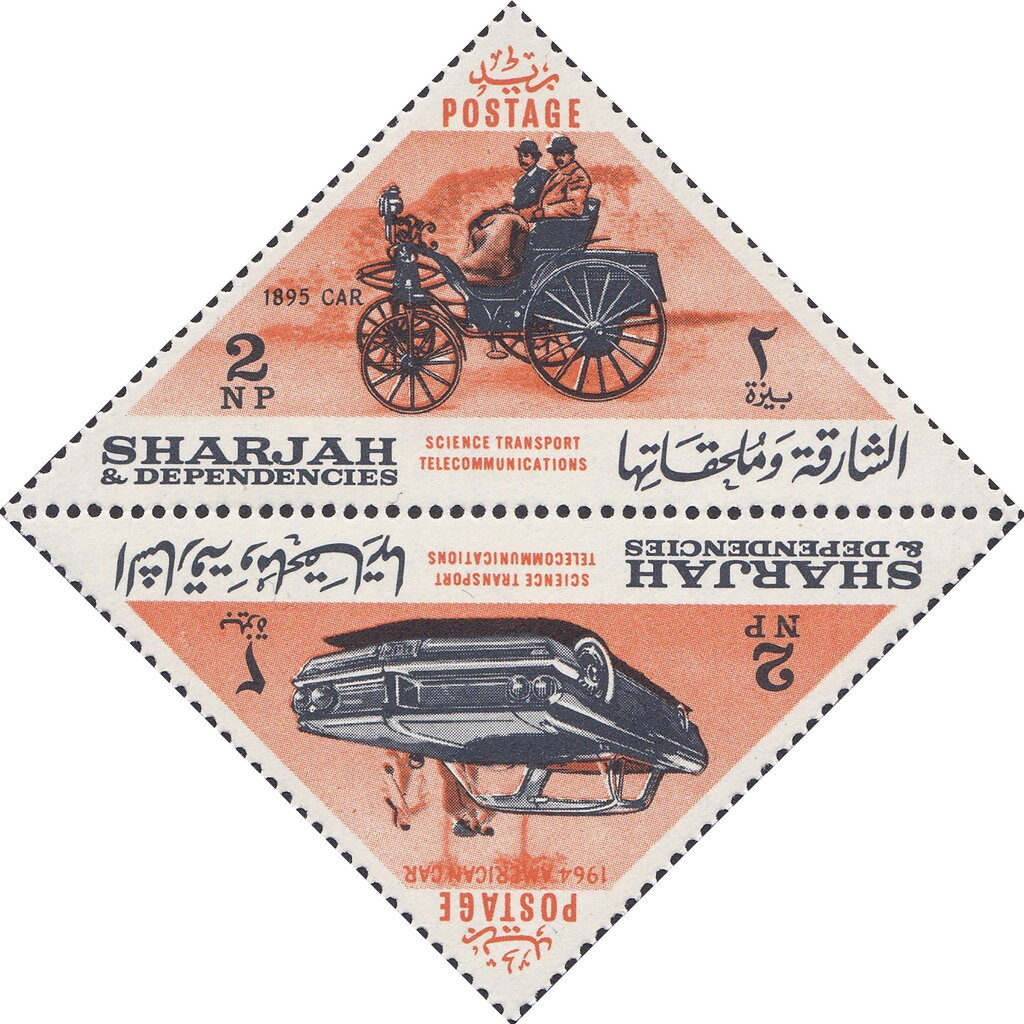
بيزتان لكل طابع
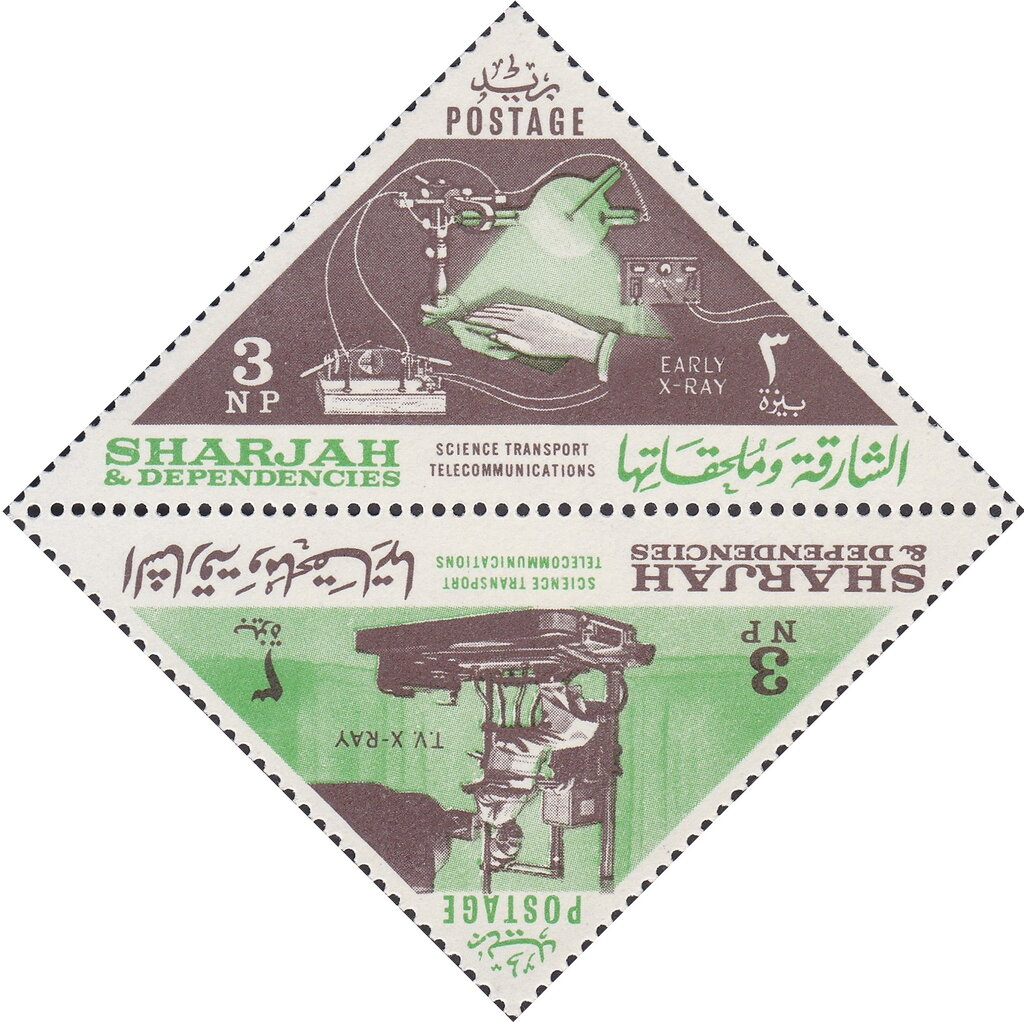
3 بيزات لكل طابع
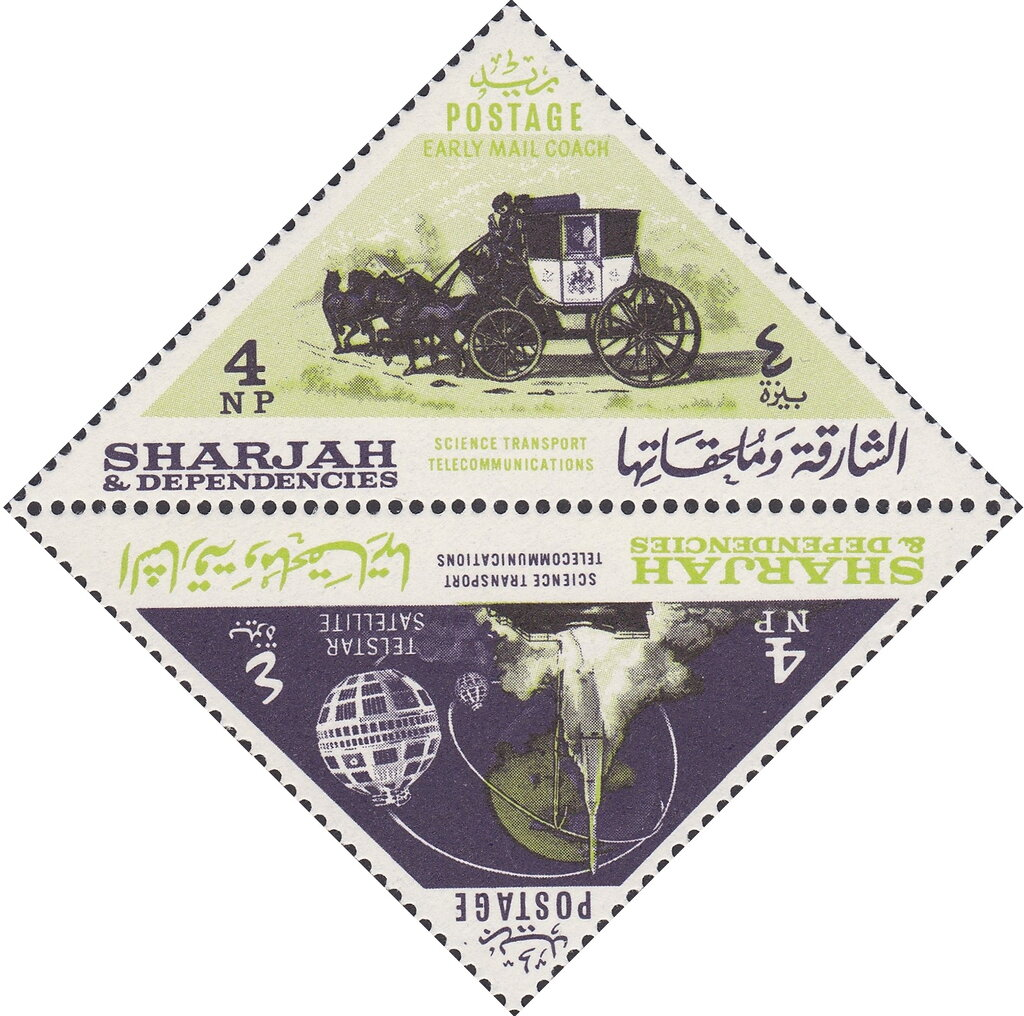
4 بيزات لكل طابع
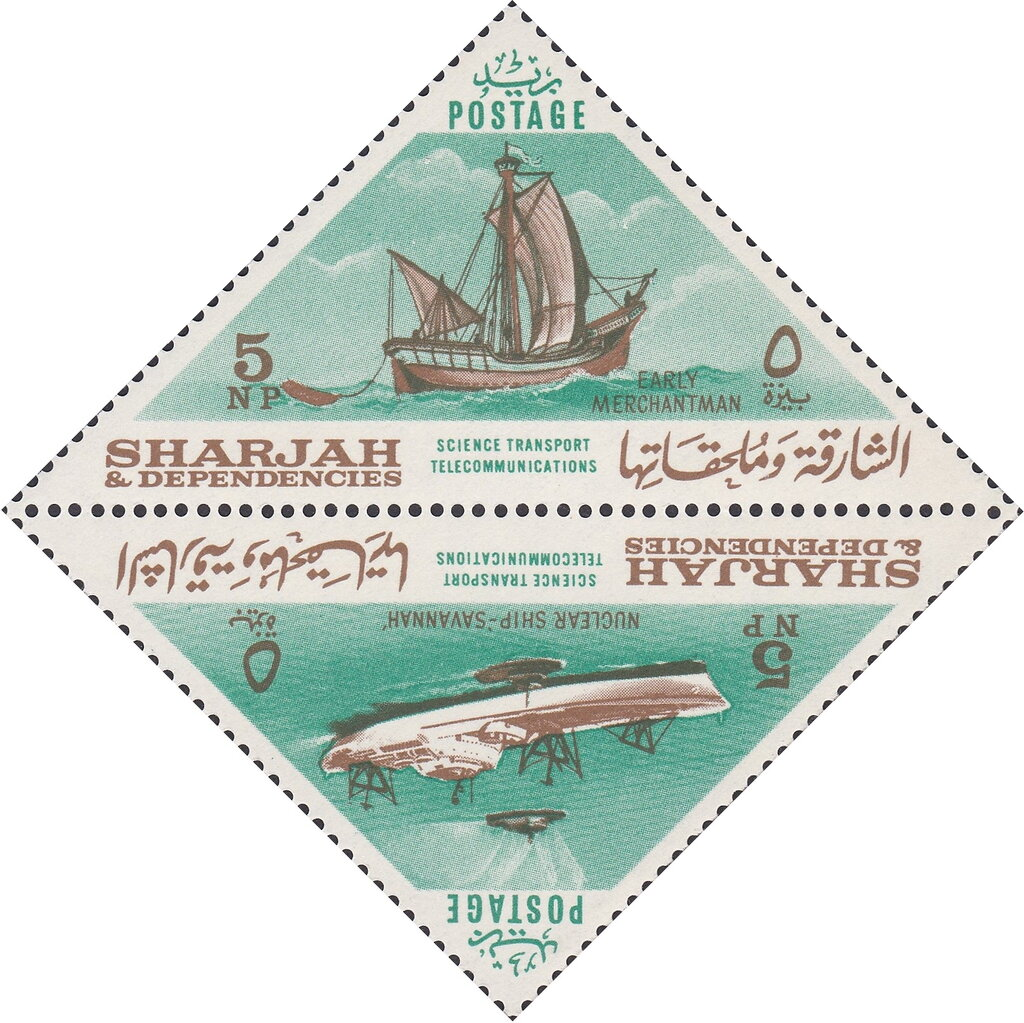
5 بيزات لكل طابع
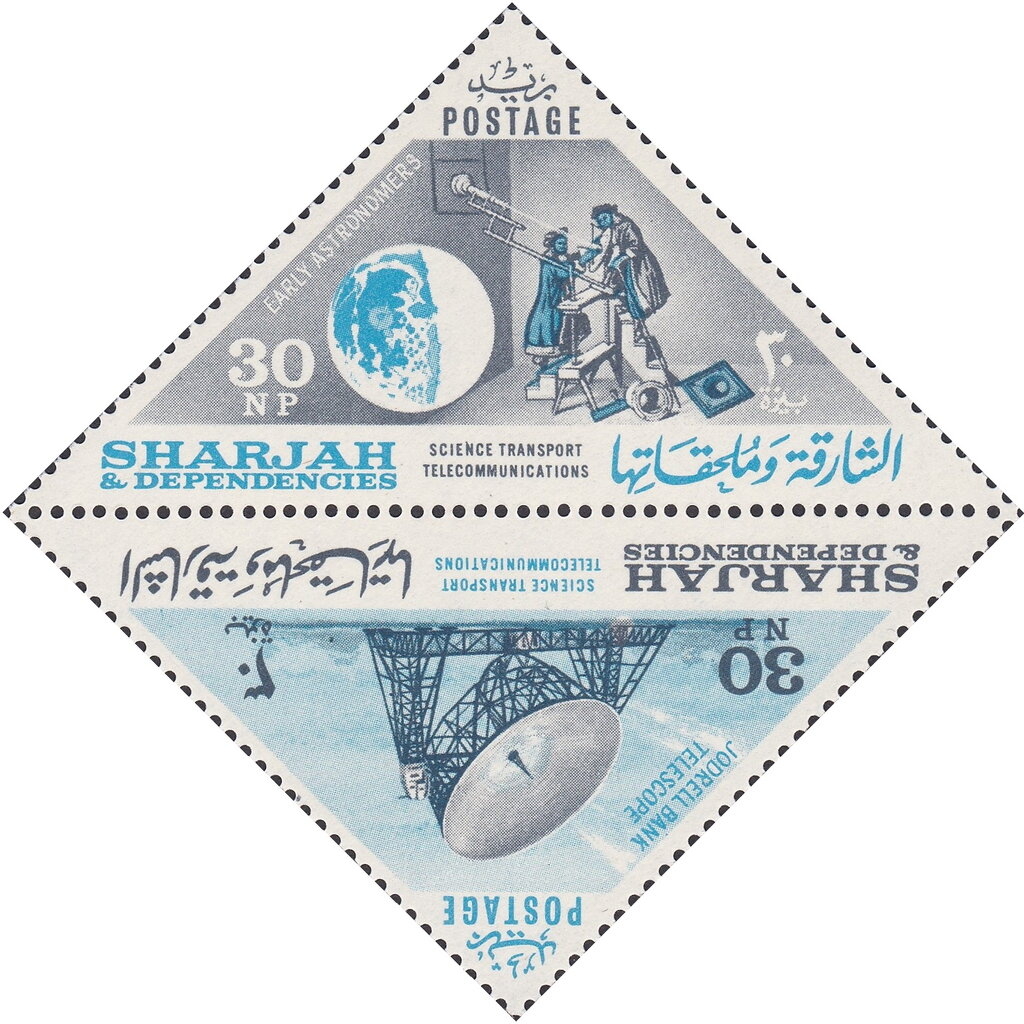
30 بيزة لكل طابع
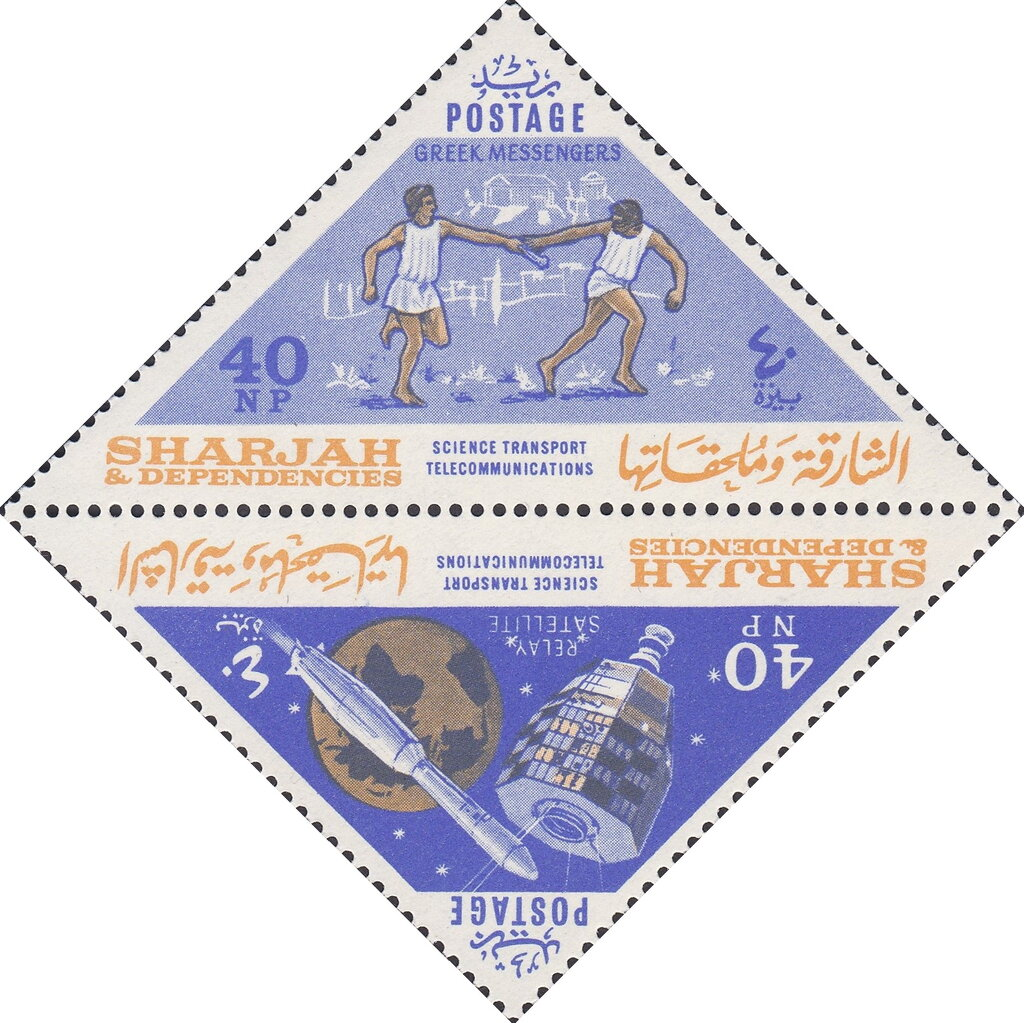
40 بيزة لكل طابع
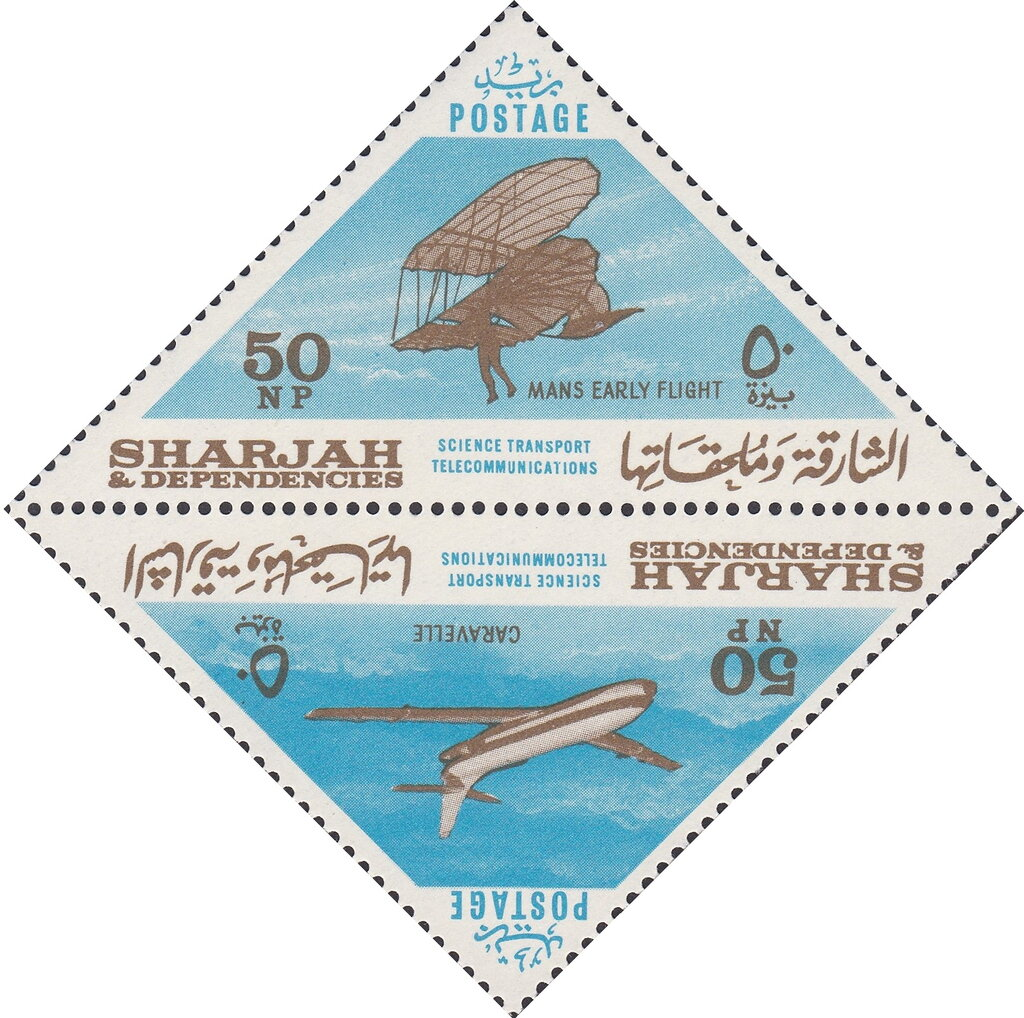
50 بيزة لكل طابع
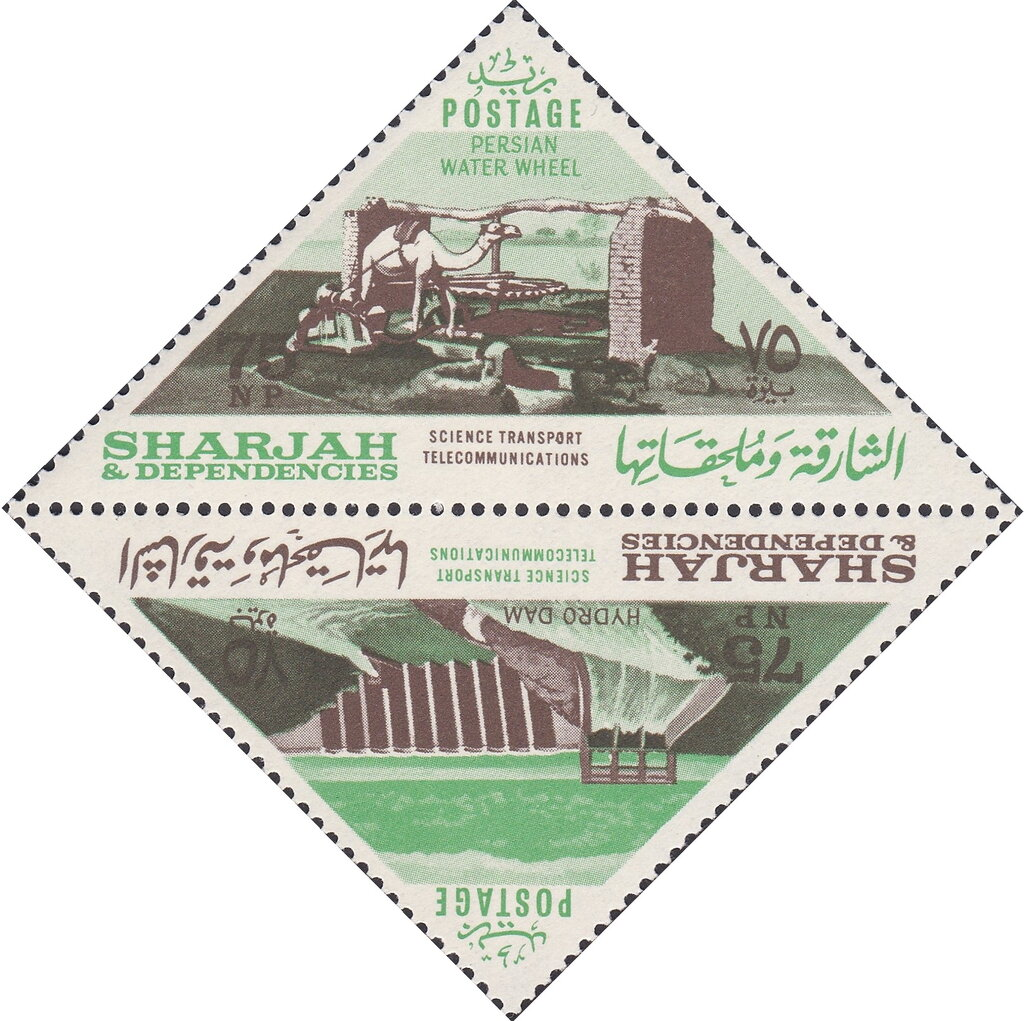
75 بيزة لكل طابع
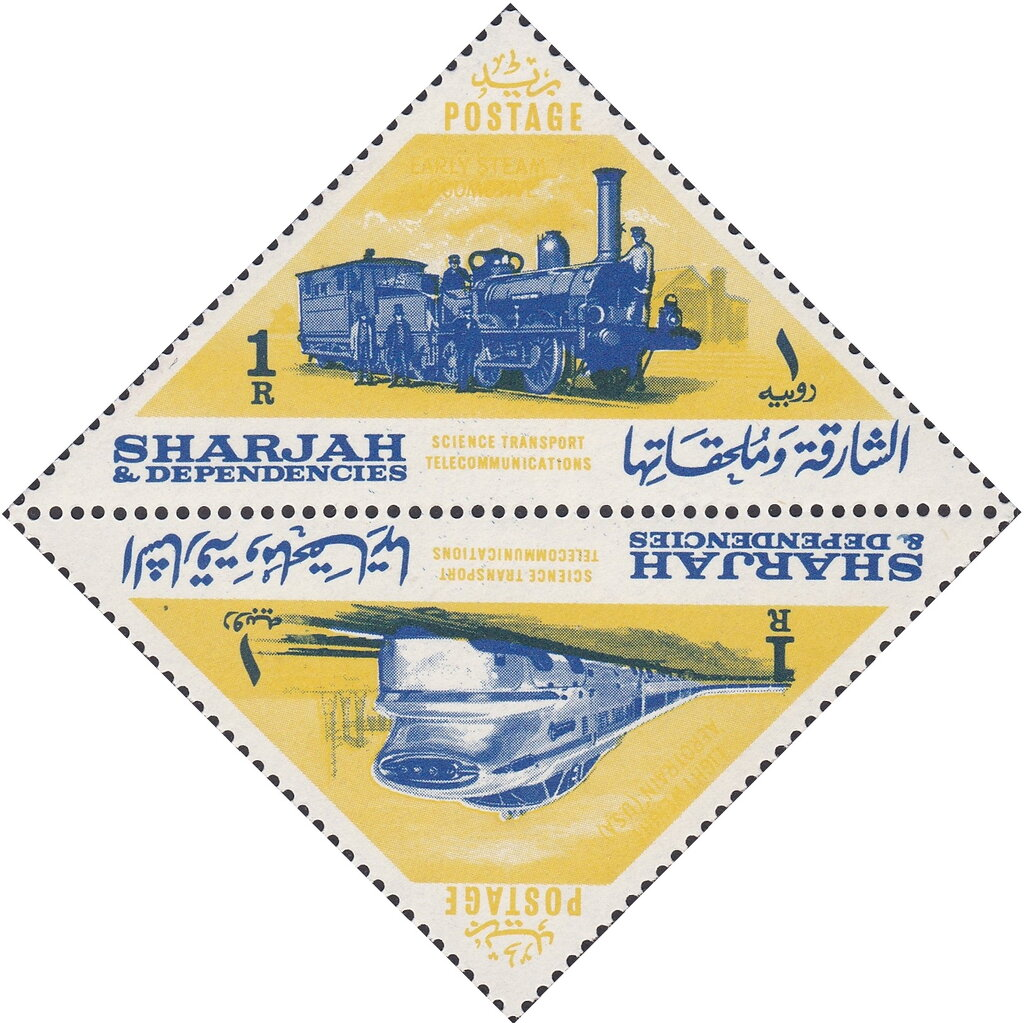
روبية واحدة لكل طابع

وهذه قائمة الطوابع غير المخرمة:

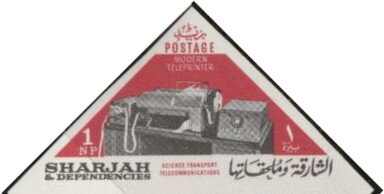
بيزة واحدة
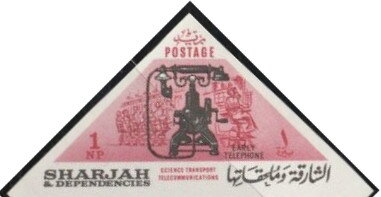
بيزة واحدة
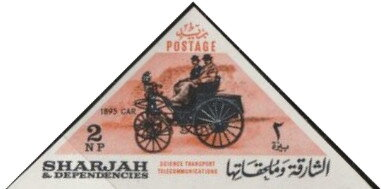
بيزتان
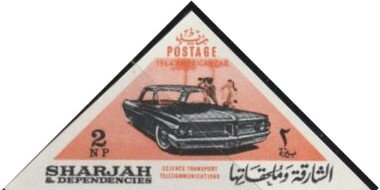
بيزتان
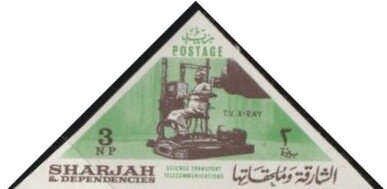
3 بيزات
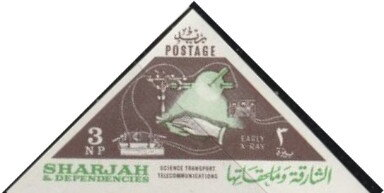
3 بيزات
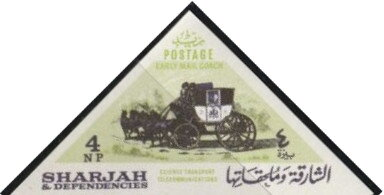
4 بيزات
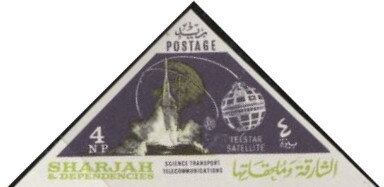
4 بيزات
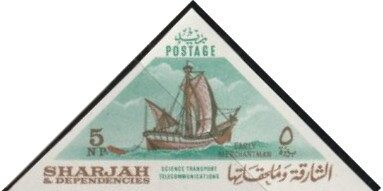
5 بيزات
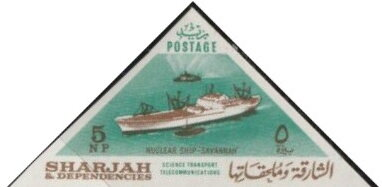
5 بيزات
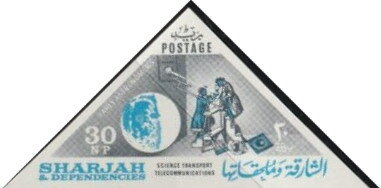
30 بيزة
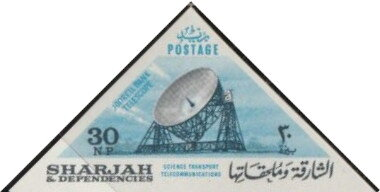
30 بيزة
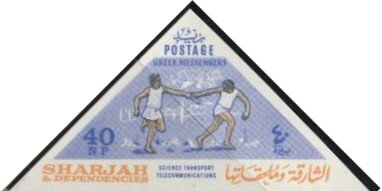
40 بيزة
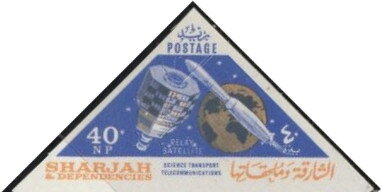
40 بيزة
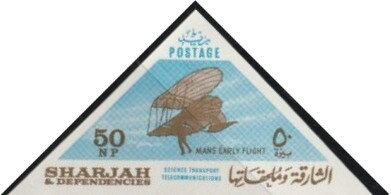
50 بيزة
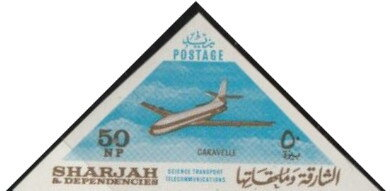
50 بيزة
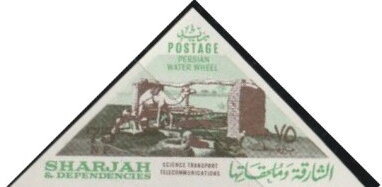
75 بيزة
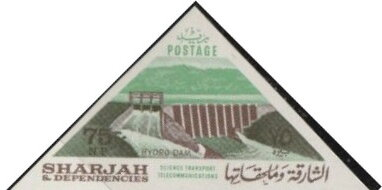
75 بيزة
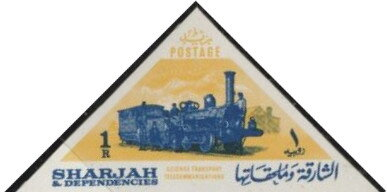
روبية واحدة
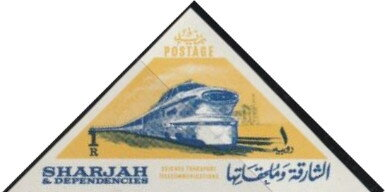
روبية واحدة

وهذه أيضا قائمة أزواج الطوابع المتجاورة غير المخرمة:

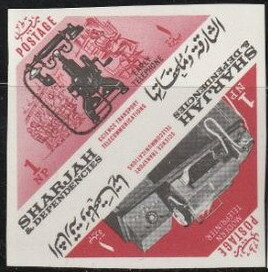
بيزة واحدة لكل طابع
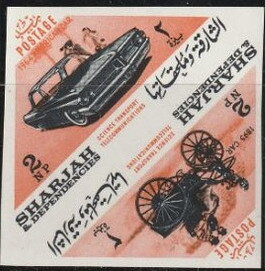
بيزتان لكل طابع
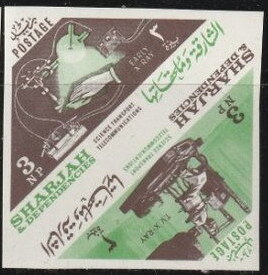
3 بيزات لكل طابع
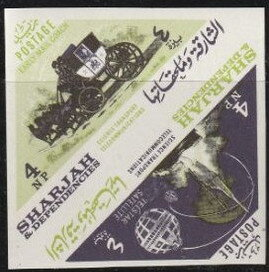
4 بيزات لكل طابع
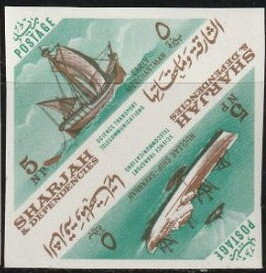
5 بيزات لكل طابع
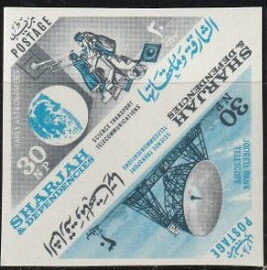
30 بيزة لكل طابع
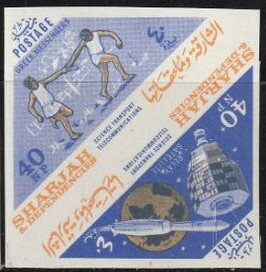
40 بيزة لكل طابع
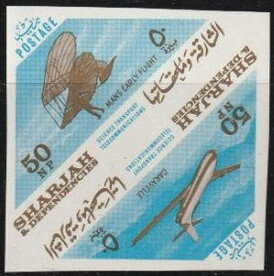
50 بيزة لكل طابع
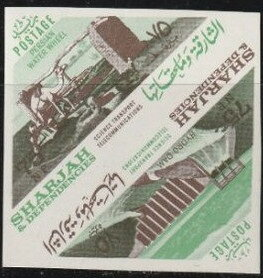
75 بيزة لكل طابع
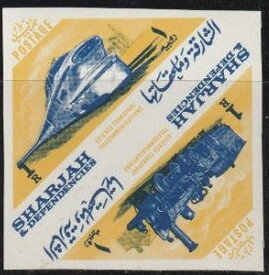
روبية واحدة لكل طابع

وكذلك إصدرت منها بطاقات تذكارية:

## إصدارات ذكرى وفاة وينستون تشرشل
في ، أصدرت طوابع إصدارات ذكرى وفاة جون كينيدي لعام 1964 مع توشيحها بعبارة "ذكرى السير ونستون تشرشل 1874 - 1965"، وكذلك باللغة الإنجليزية.

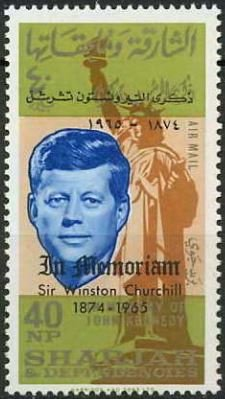
40 بيزة
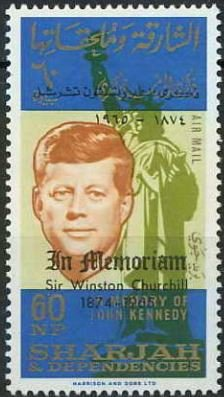
60 بيزة
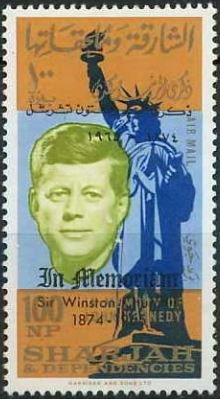
100 بيزة

وكذلك في إصدار آخر موشح غير مخرم:

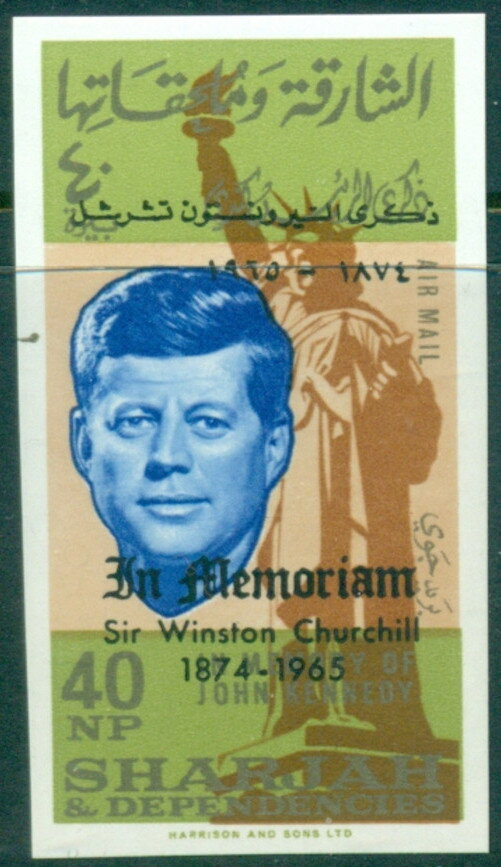
40 بيزة
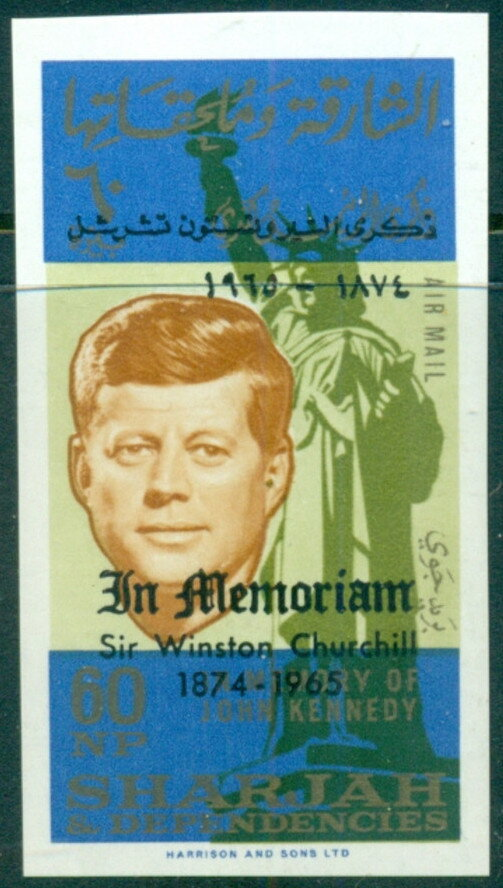
60 بيزة
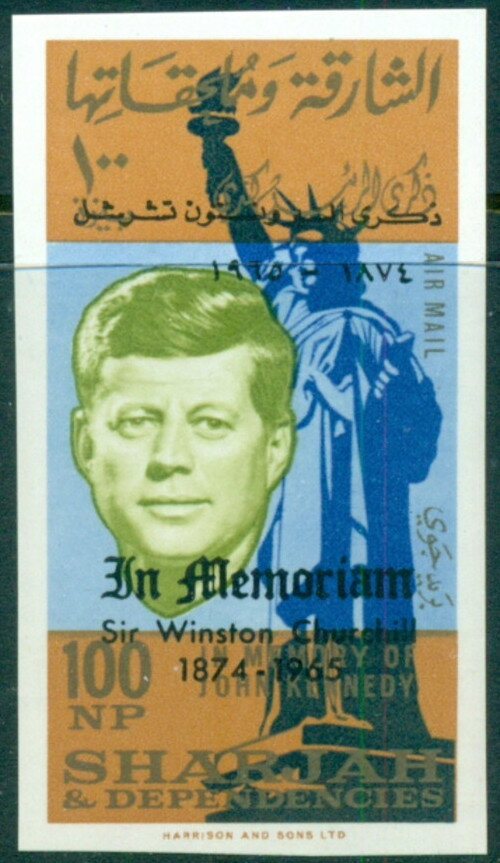
100 بيزة

وكذلك بطاقة تذكارية تضم الطوابع الثلاثة:

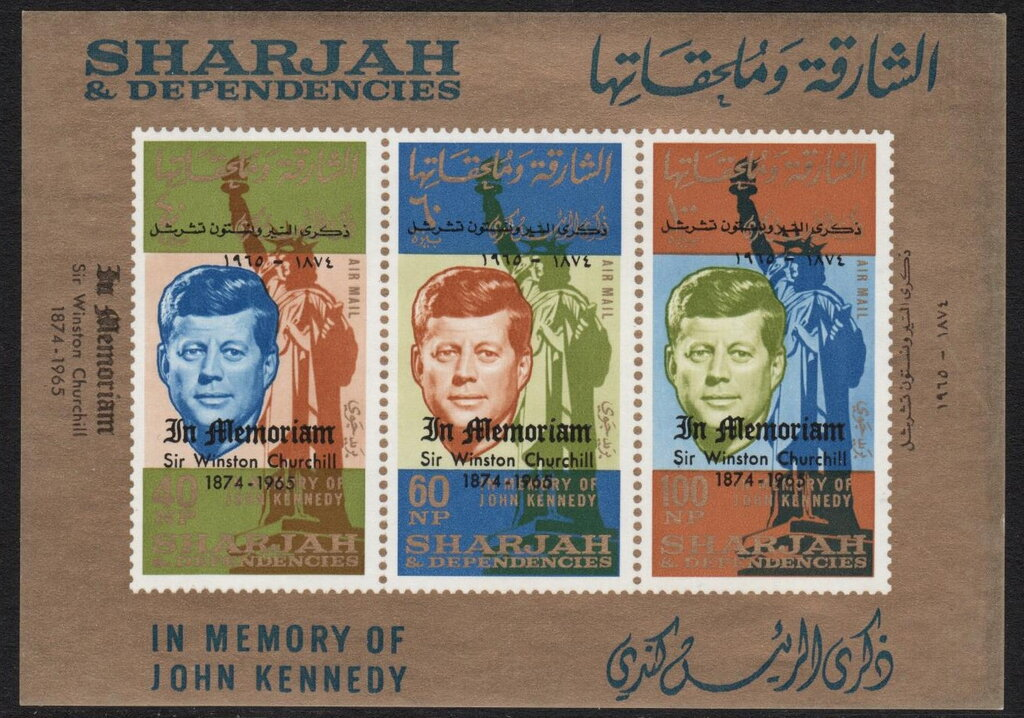
البطاقة التذكارية.

## إصدارات الاتحاد البريدي العربي
في 28 يونيو 1965، أصدرت الطوابع التالية احتفاء بالذكرى العاشرة لتأسيس الاتحاد البريدي العربي ضمن إصدار مشترك مع دول عربية أخرى:

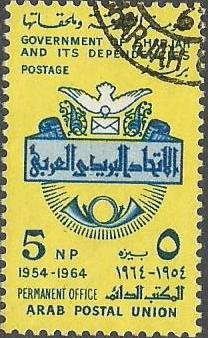
5 بيزات
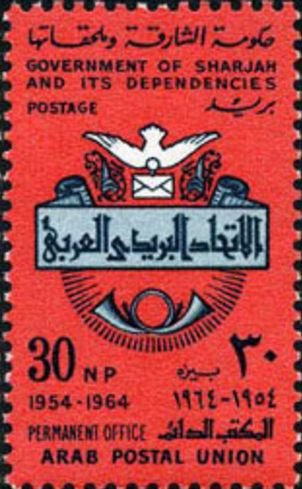
30 بيزة
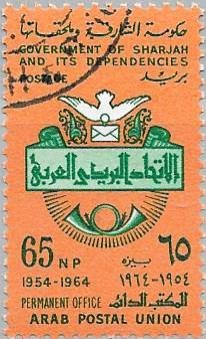
65 بيزة

## الإصدارات الموشحة بشطب صورة الشيخ صقر بن سلطان القاسمي
عرف عن الشيخ صقر بن سلطان القاسمي توجهاته القومية ومعارضته الشديدة للوجود البريطاني، فشرع لافتتاح فرع لجامعة الدول العربية في الشارقة، فنحاه البريطانيون عن الحكم قبل أيام من افتتاح فرع الجامعة في 24 يونيو 1965 ونفوه إلى القاهرة وعينوا ابن عمه الشيخ خالد بن محمد القاسمي مكانه حاكماً لإمارة الشارقة، فلذا شطبت صوره من الطوابع الصادرة قبل هذا التاريخ.

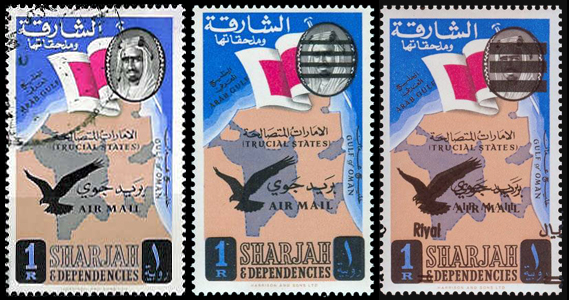
طابع بقيمة روبية واحدة أصدر عام 1963، ونسختين منه بتوشيح بأربع خطوط وتوشيح بثلاث خطوط. طالع التوشيحات أدناه

الطوابع أدناه تبين الطوابع الموثق توشيحها والمتورة صورها:

### توشيح الإصدار الأول
في 7 يوليو 1965، أصدرت مجموعة من الطوابع التي شطبت فيها صورة الشيخ صقر بن سلطان القاسمي في الإصدارات البريدية الأولى بأربع خطوط:

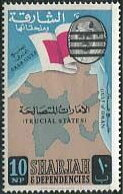
10 بيزات
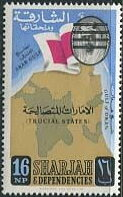
16 بيزة
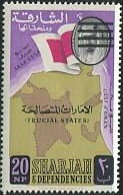
20 بيزة
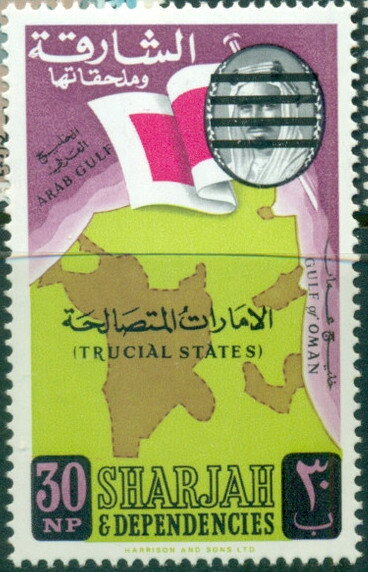
30 بيزة
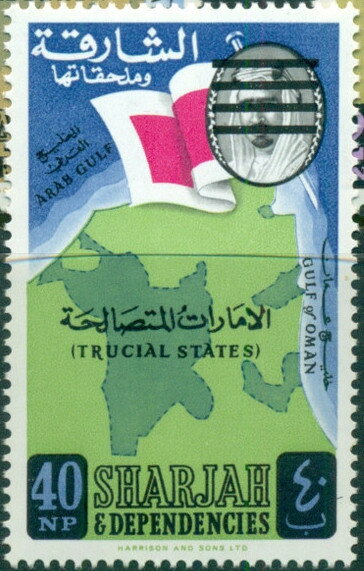
40 بيزة
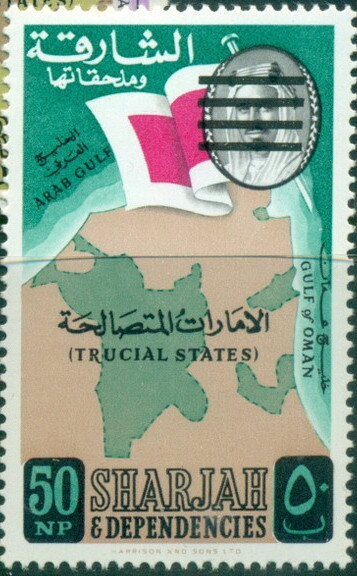
50 بيزة

### توشيح إصدار البريد الجوي الأول
كذلك في 7 يوليو 1965، أصدرت مجموعة من الطوابع التي شطبت فيها صورة الشيخ صقر بن سلطان القاسمي في الإصدارات البريد الجوي الأولى بأربع خطوط:

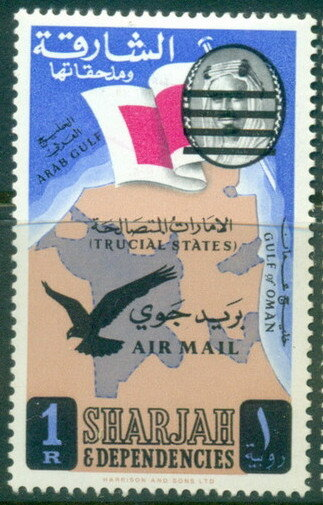
روبية واحدة
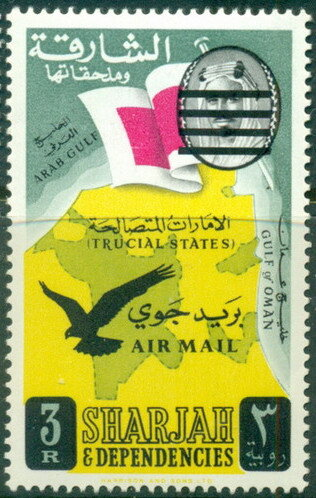
3 روبيات
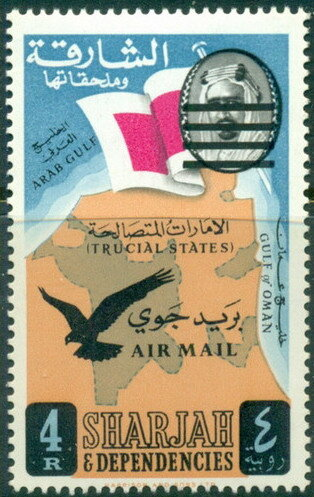
4 روبيات
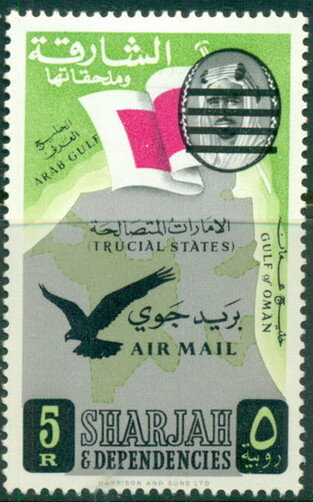
5 روبيات
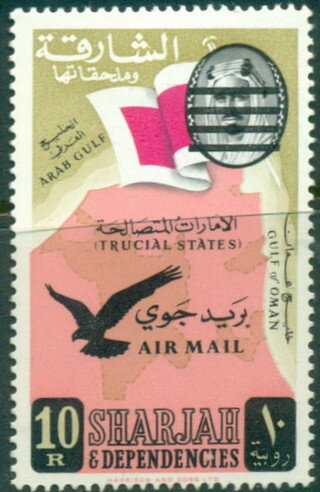
10 روبيات

### توشيح إصدار معالم إمارة الشارقة
وشحت صورة الشيخ صقر بن سلطان القاسمي في طوابع إصدارات معالم إمارة الشارقة لعام 1964، وقد أصدرت الطوابع في 16 أغسطس 1965، وتوفر بتوشيحين بأربع خطوط، أحد التوشيحين بخطوط رفيعة والإصدار الآخر بخطوط أعرض:
- التوشيح بالخطوط الرفيعة:

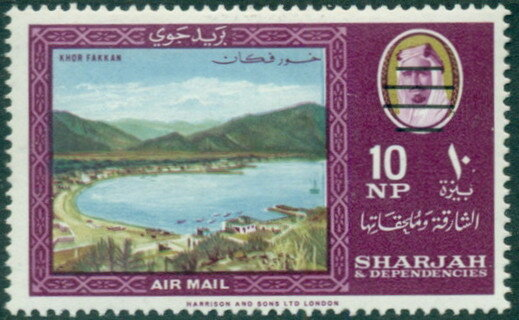
10 بيزات
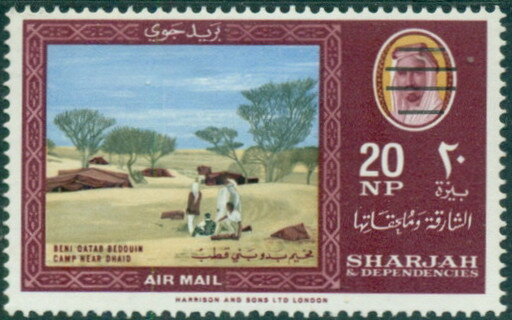
20 بيزة
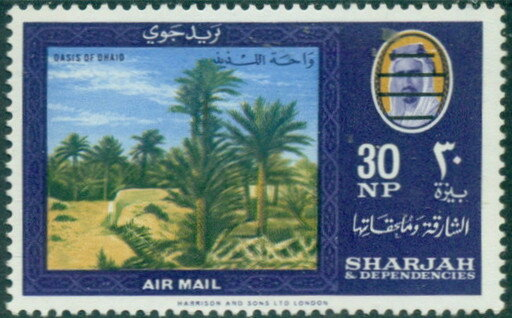
30 بيزة
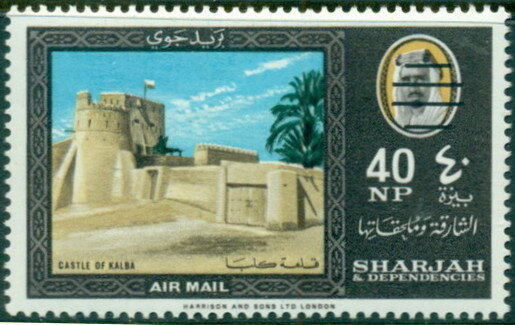
40 بيزة
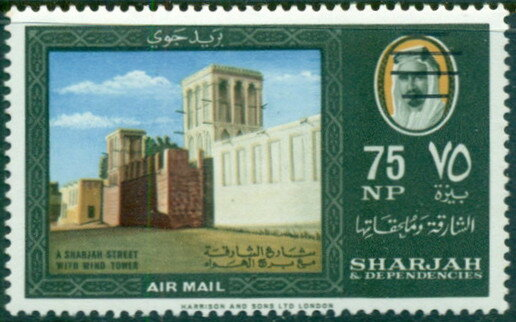
75 بيزة
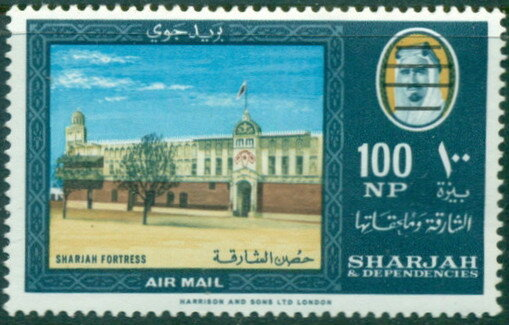
100 بيزة

- التوشيح بالخطوط العريضة:

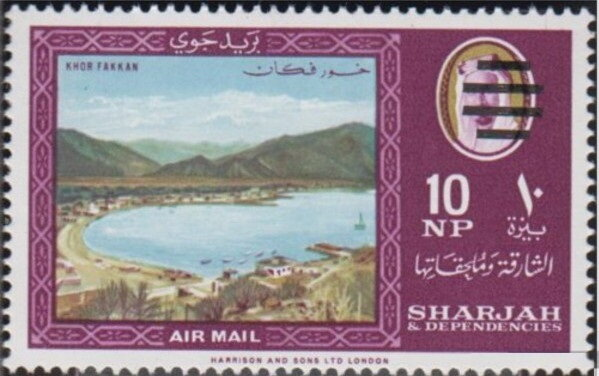
0 بيزات
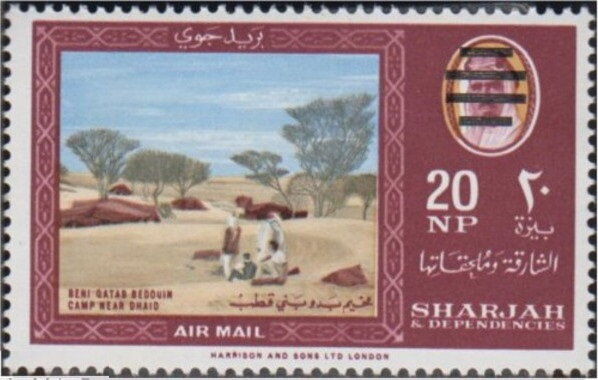
20 بيزة
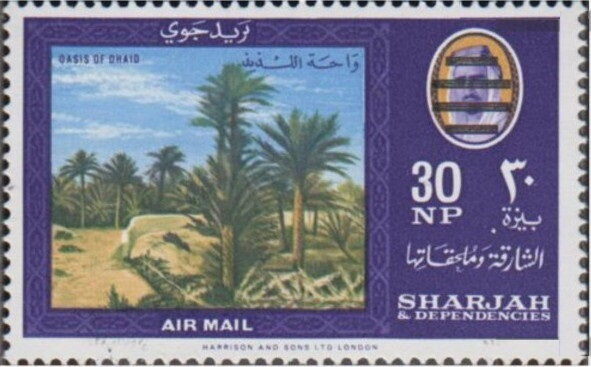
30 بيزة
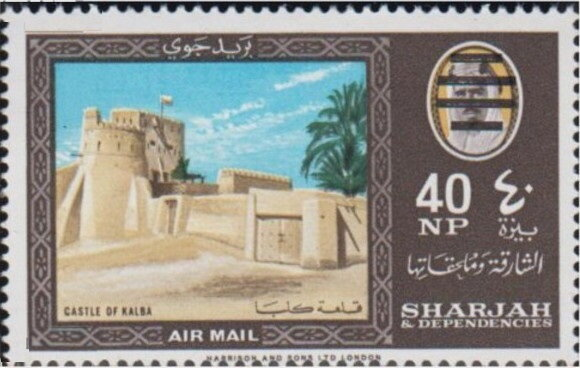
40 بيزة
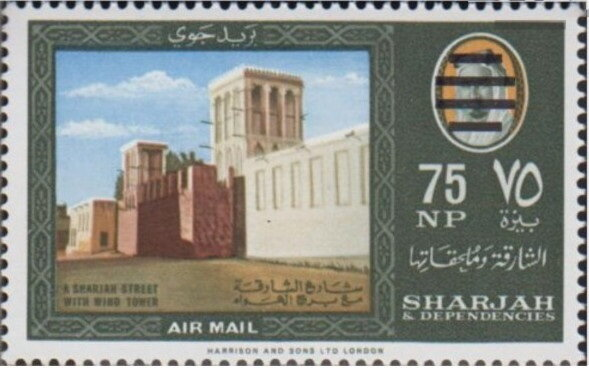
75 بيزة
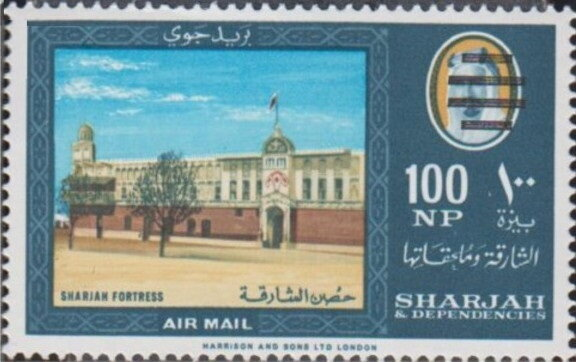
100 بيزة

### توشيح الإصدار الأول (المجموعة الثانية)
في 1 سبتمبر 1965، أصدرت وجبة أخرى من الطوابع التي شطبت فيها صورة الشيخ صقر بن سلطان القاسمي في الإصدارات البريدية الأولى، لكن هذه المرة بثلاث خطوط عريضة:

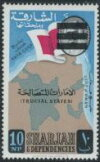
10 بيزات
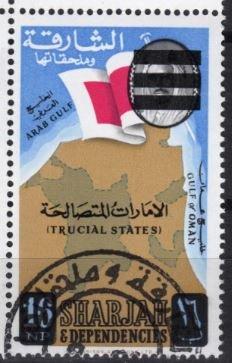
16 بيزة
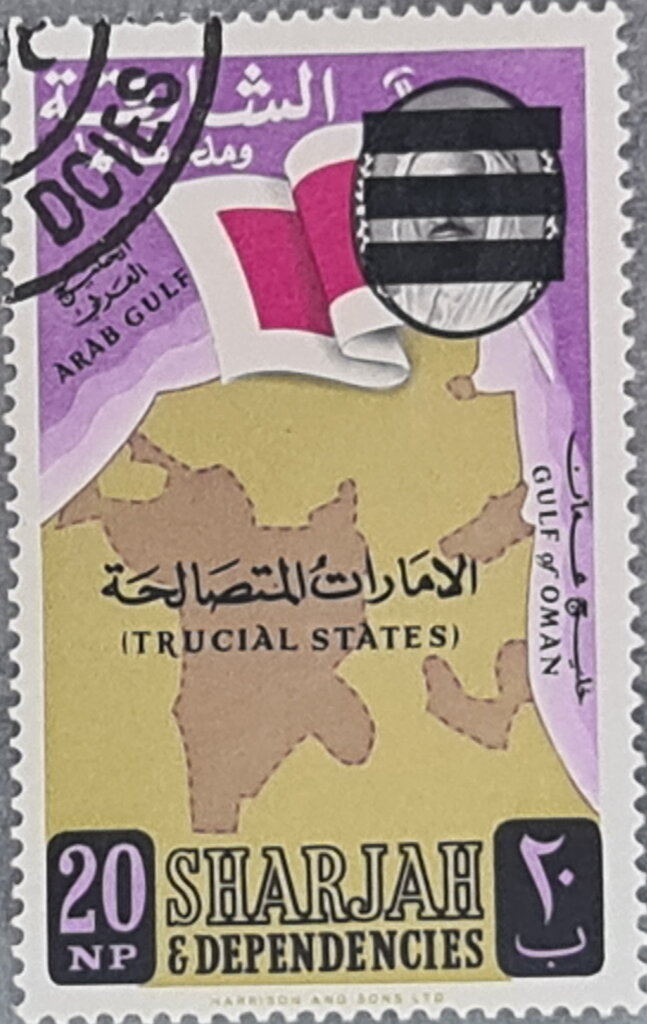
20 بيزة
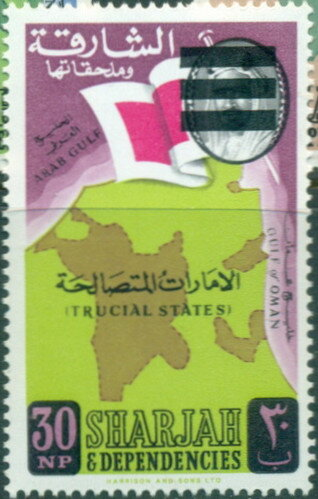
30 بيزة
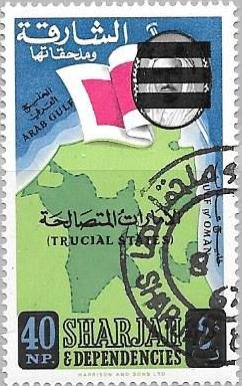
40 بيزة
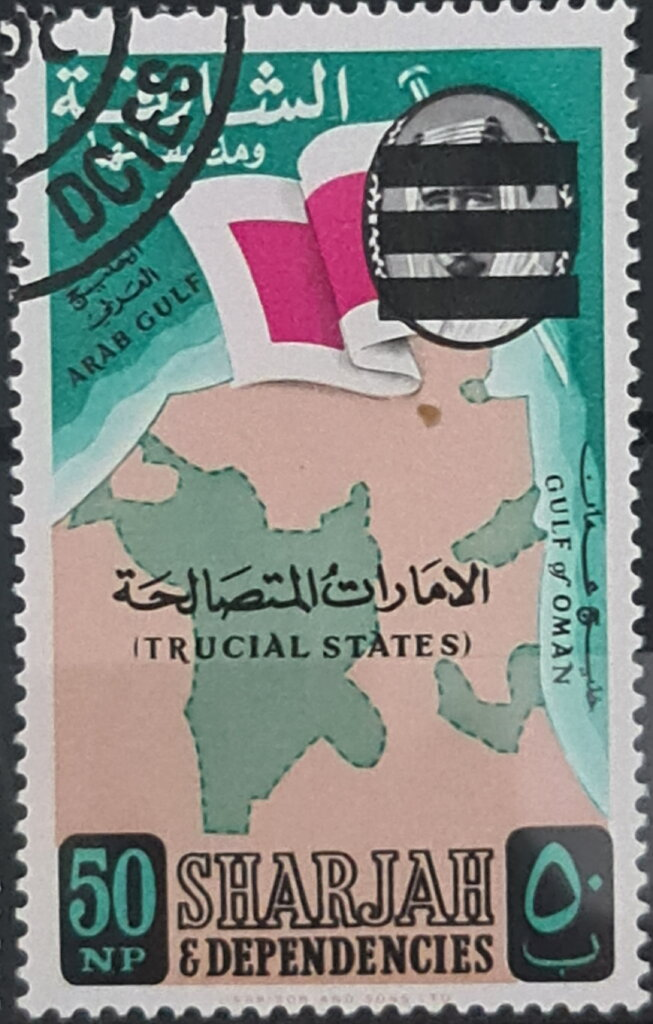
50 بيزة

### توشيح إصدار البريد الجوي الأول
كذلك في 1 سبتمبر 1965، أصدرت وجبة أخرى من الطوابع التي شطبت فيها صورة الشيخ صقر بن سلطان القاسمي في الإصدارات البريد الجوي الأولى لكن هذه المرة بثلاث خطوط عريضة:

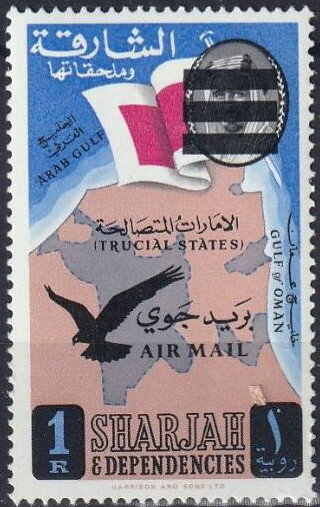
روبية واحدة
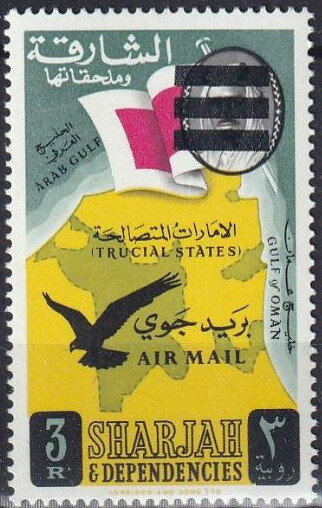
3 روبيات
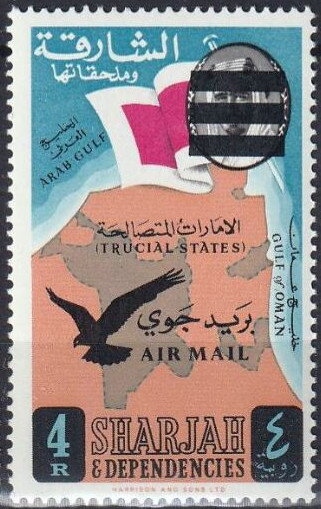
4 روبيات
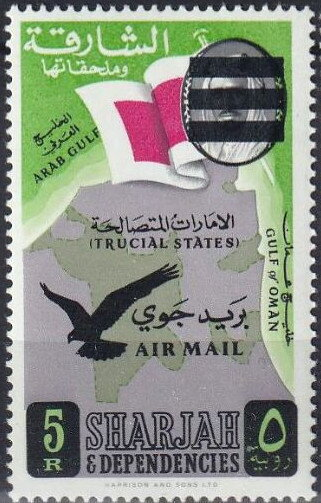
5 روبيات
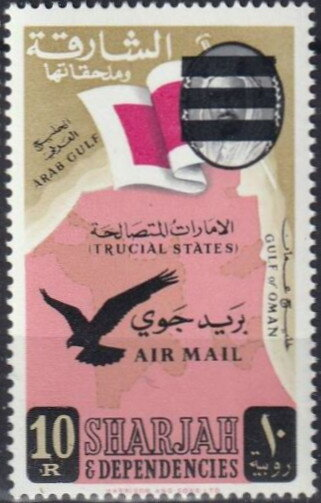
10 روبيات

## إصدارات إنقاذ آثار النوبة

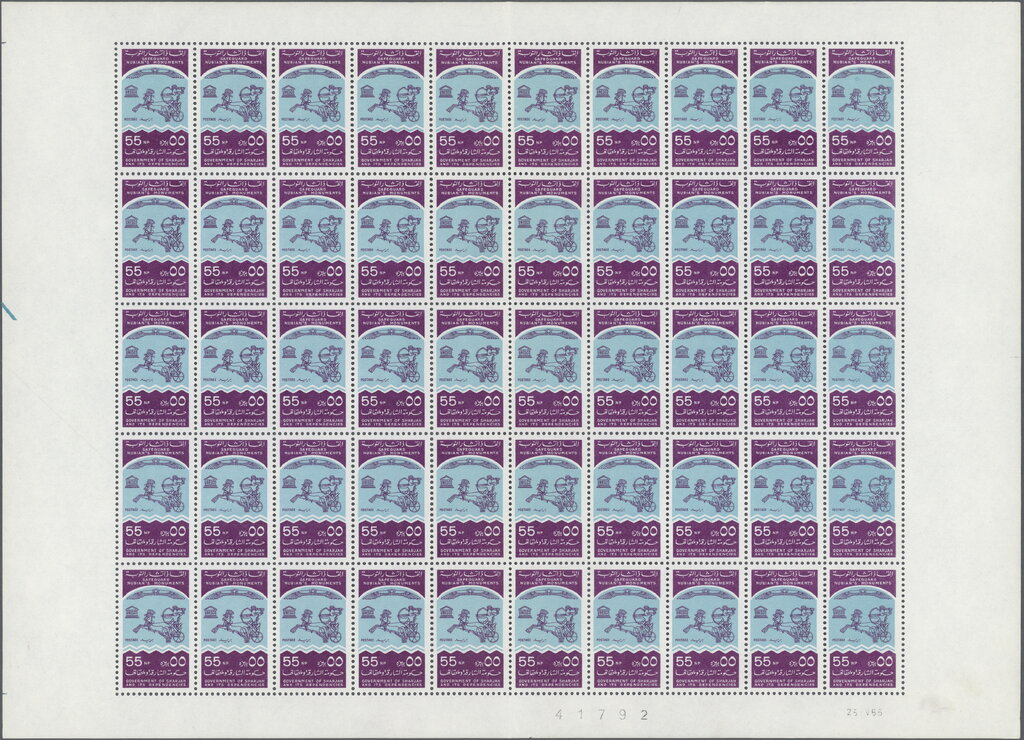
صحيفة طوابع تضم 50 طابعا من فئة 55 بيزة.

في 6 سبتمير 1965، أصدرت الطوابع التالية ضمن إصدار مشترك عالمي في مشروع إنقاذ آثار بلاد النوبة، وآثار بلاد النوبة هي:
- معابد رمسيس الثاني في أبو سمبل، عمدا
- وادي السبوع، كلابشة
- فيلة (جزيرة أجيليكا)
- محاجر الجرانيت القديمة والمسلة غير المكتملة في أسوان
- المقبرة الإسلامية
- أنقاض مدينة إلفنتين القديمة
- دير القديس سمعان
- مقابر الدولة القديمة والوسطى في أسوان (ما يعرف بمقابر النبلاء).

هدد بناء السد العالي بأسوان في الستينيات هذه الآثار بغمرها، لكن أمكن الحفاظ عليها جميعًا بفضل الجهود التي بذلتها حملة دولية أطلقتها اليونسكو في الفترة من 1960 إلى 1980.

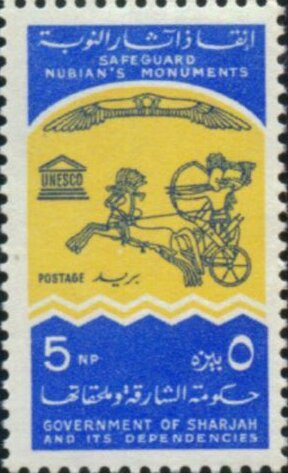
5 بيزات
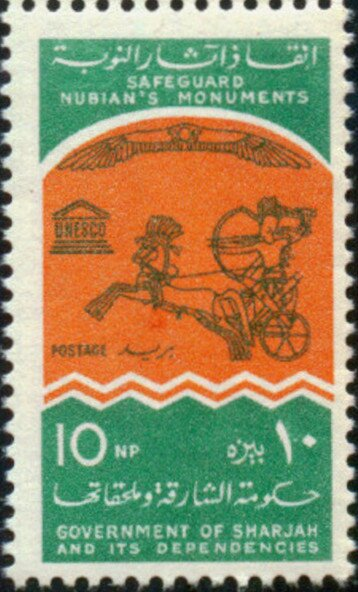
10 بيزات
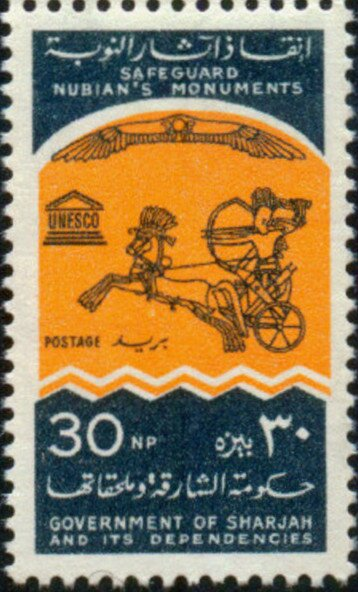
30 بيزة
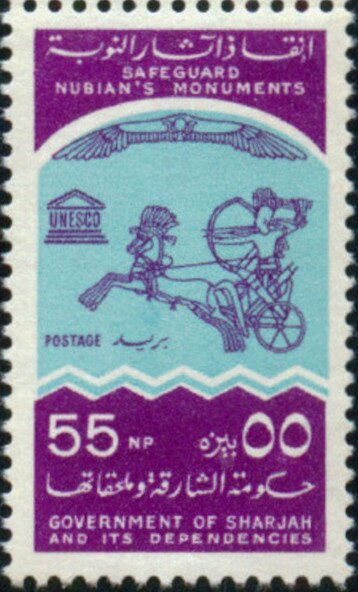
55 بيزة

## إصدارات الذكرى المئوية لاتحاد المواصلات العالمية
في يوم 23 سبتمبر 1965، أصدرت الطوابع التالية لمناسبة الذكرى المئوية لاتحاد المواصلات العالمية الذي أسس في 17 مايو 1865، وتظهر على الطوابع صورة الشيخ خالد بن محمد القاسمي:

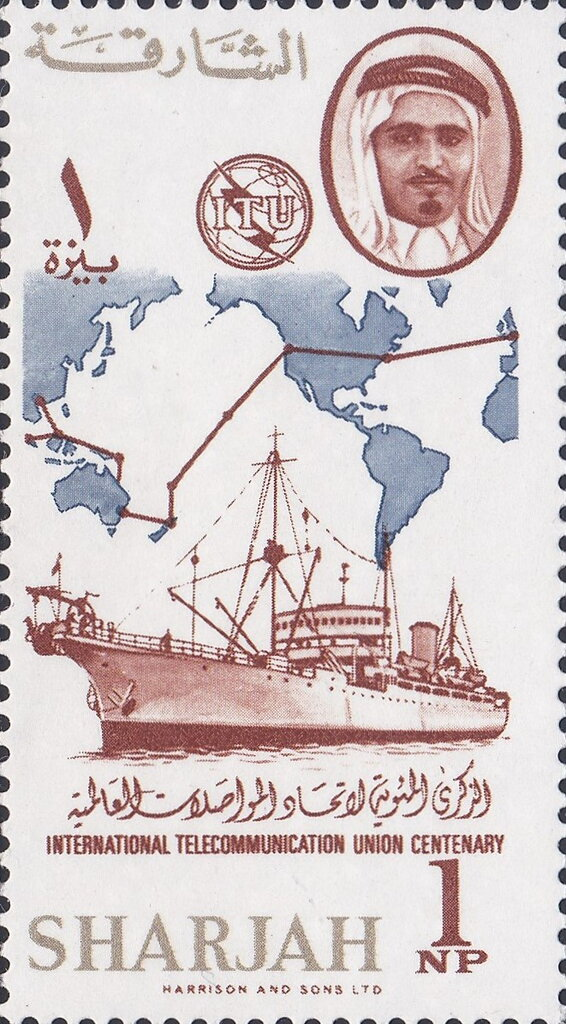
بيزة واحدة
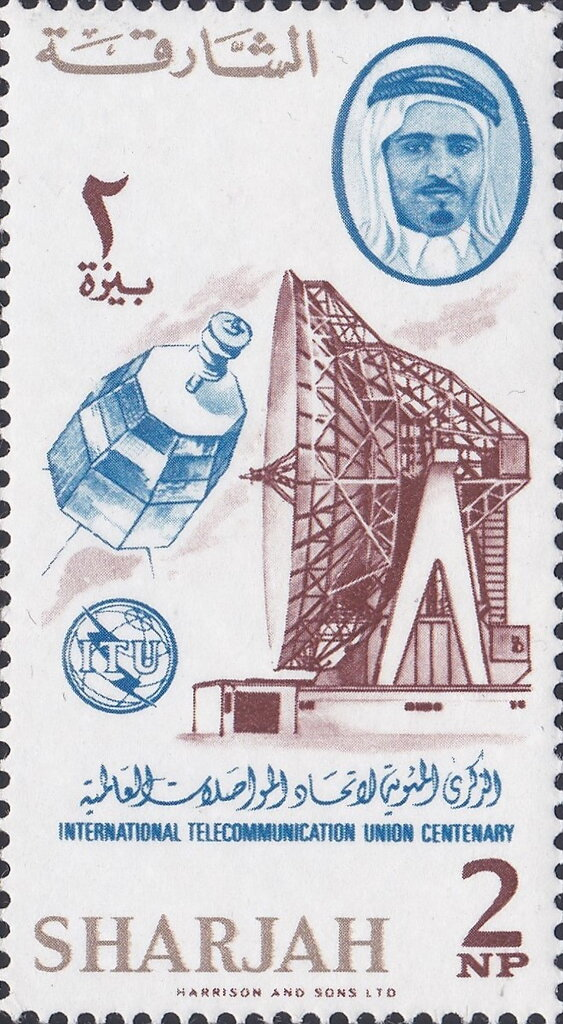
بيزتان
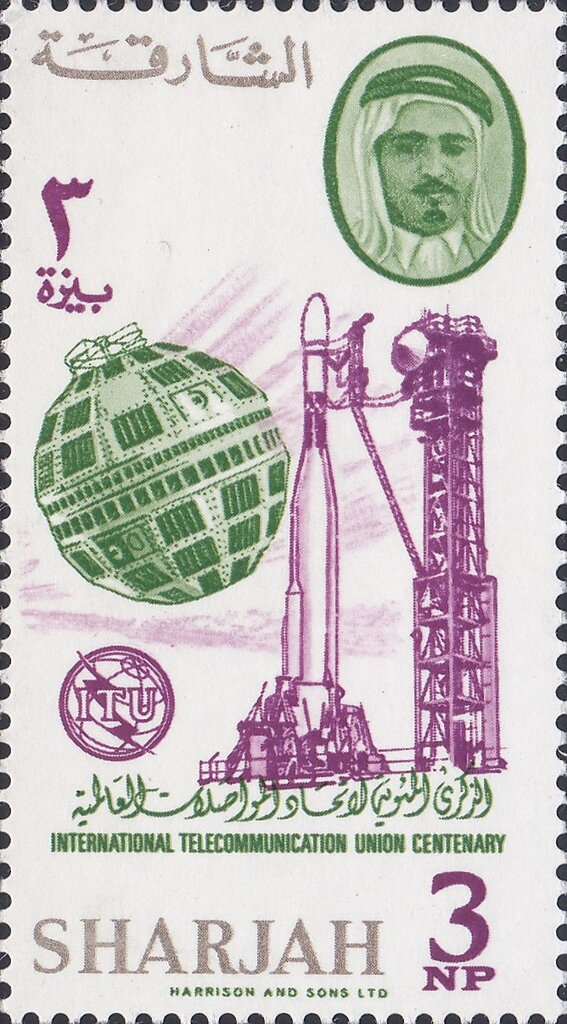
3 بيزات
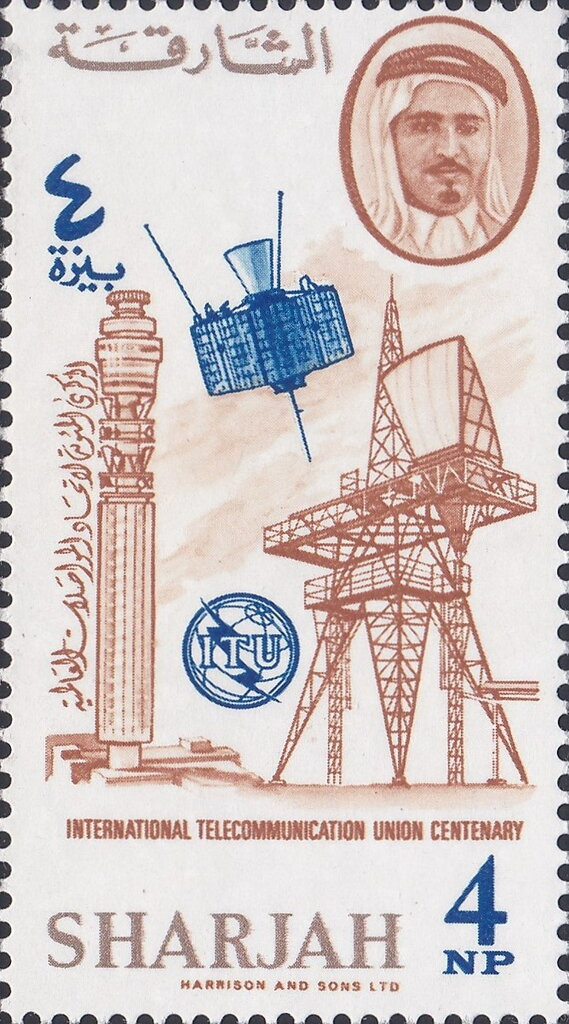
4 بيزات
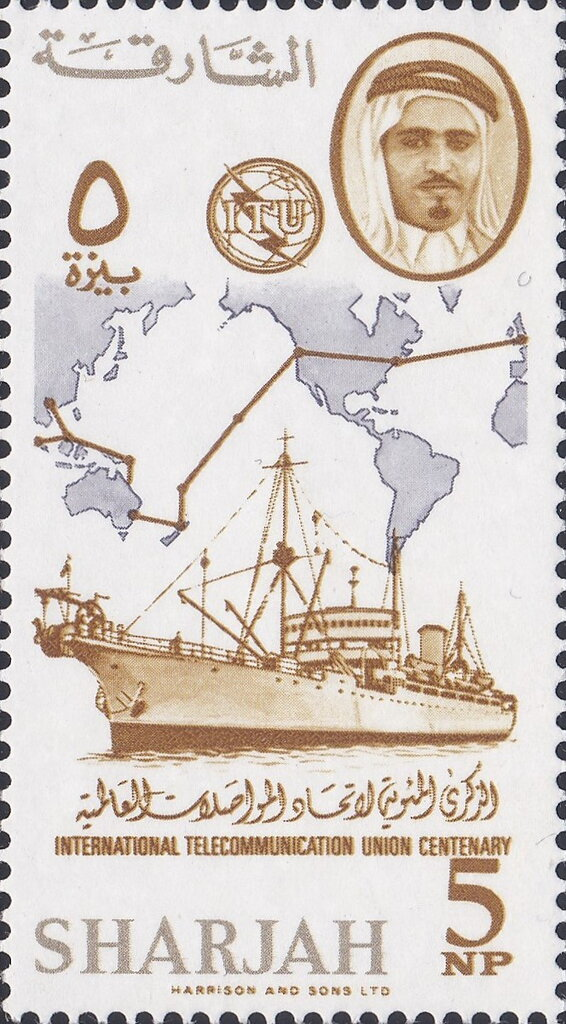
5 بيزات
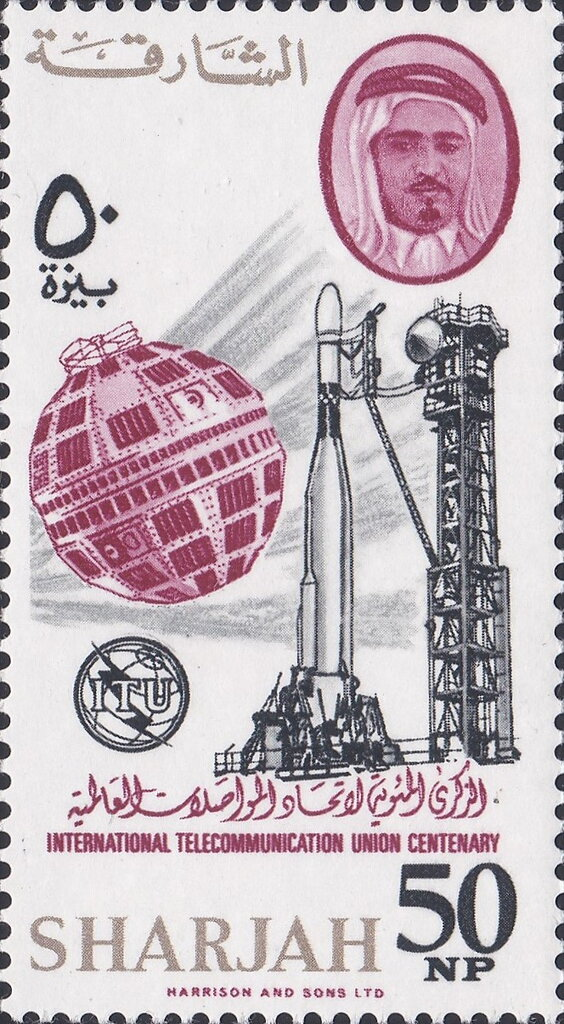
50 بيزة
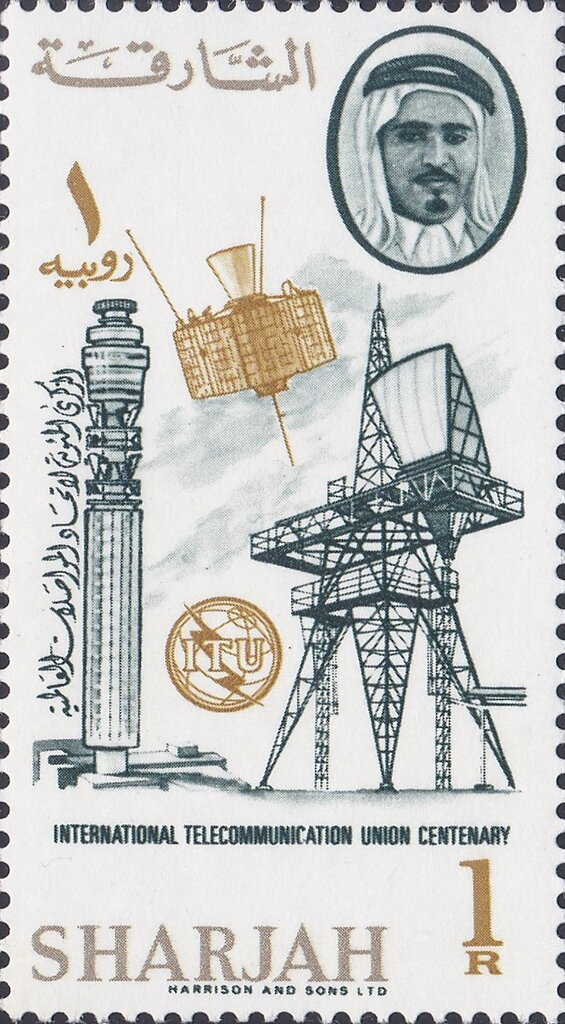
روبية واحدة
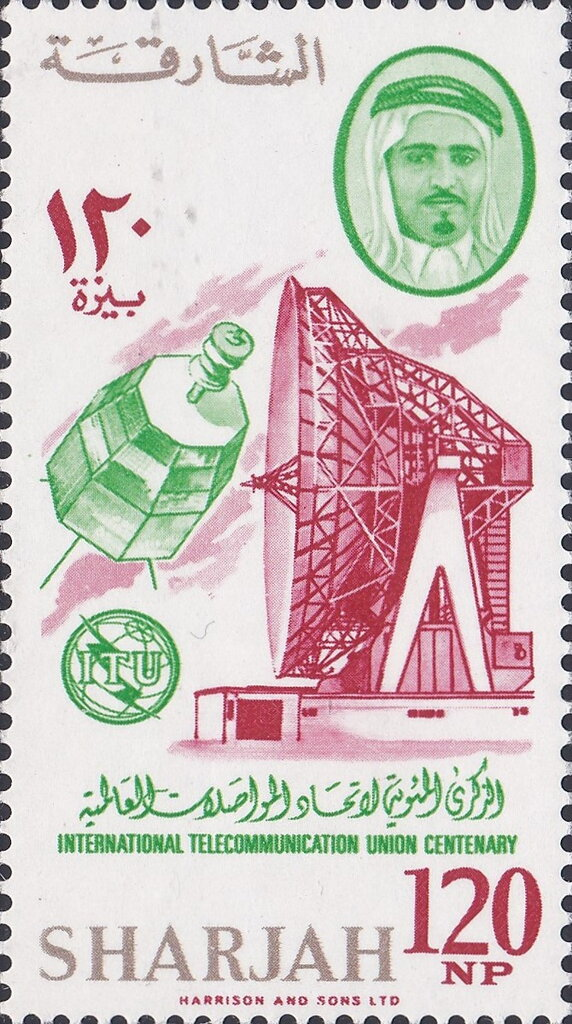
120 بيزة

وهذه أيضا صور صحائف الطوابع:

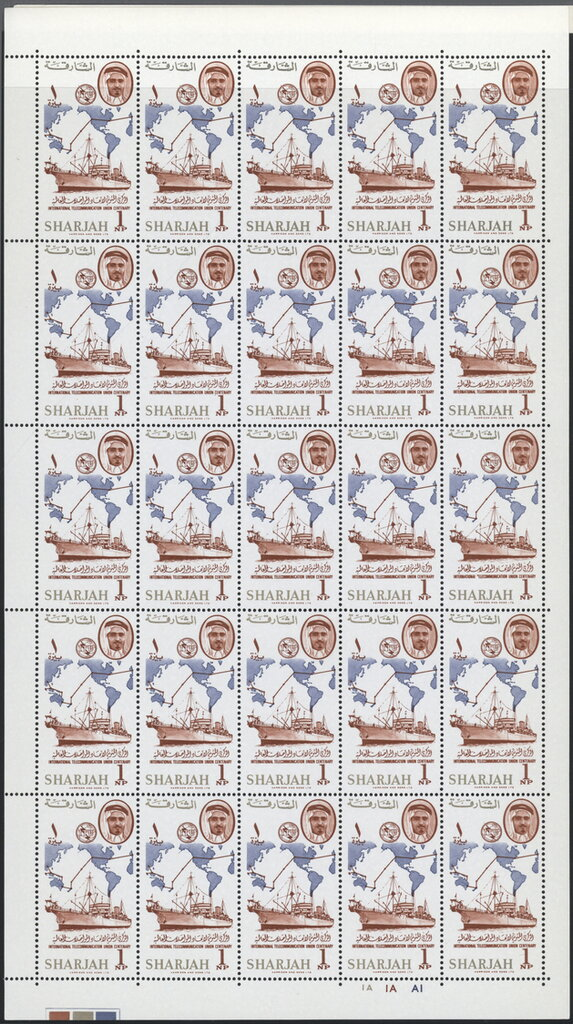
صحيفة كاملة تضم 25 طابعا بقيمة بيزة واحدة
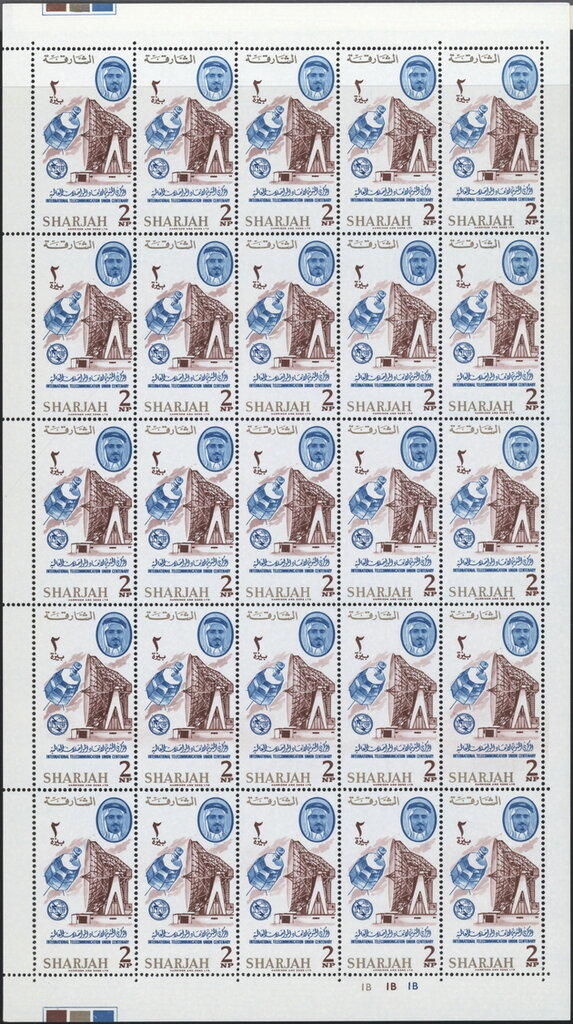
صحيفة كاملة تضم 25 طابعا بقيمة بيزتان
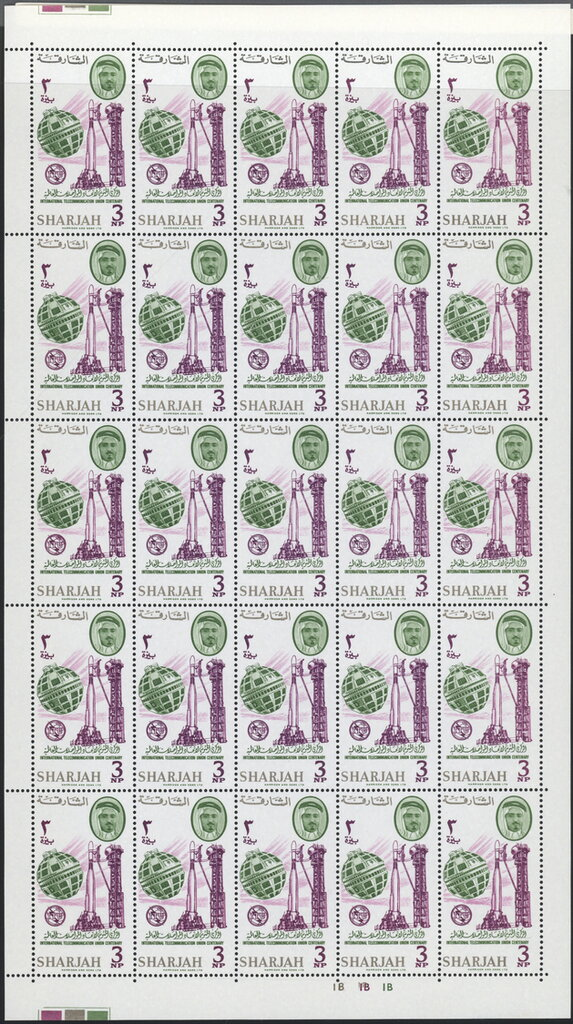
صحيفة كاملة تضم 25 طابعا بقيمة 3 بيزات
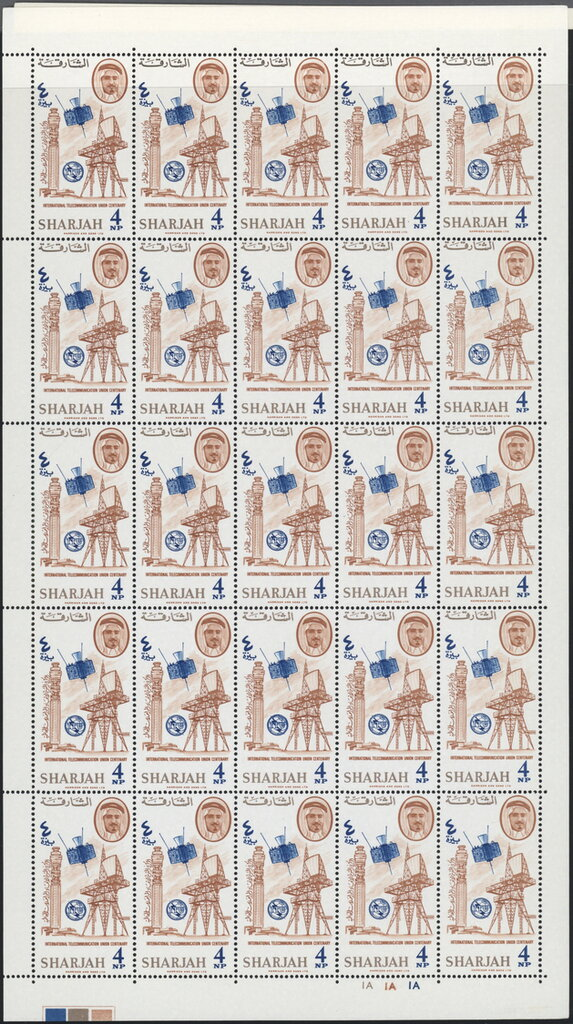
صحيفة كاملة تضم 25 طابعا بقيمة 4 بيزات
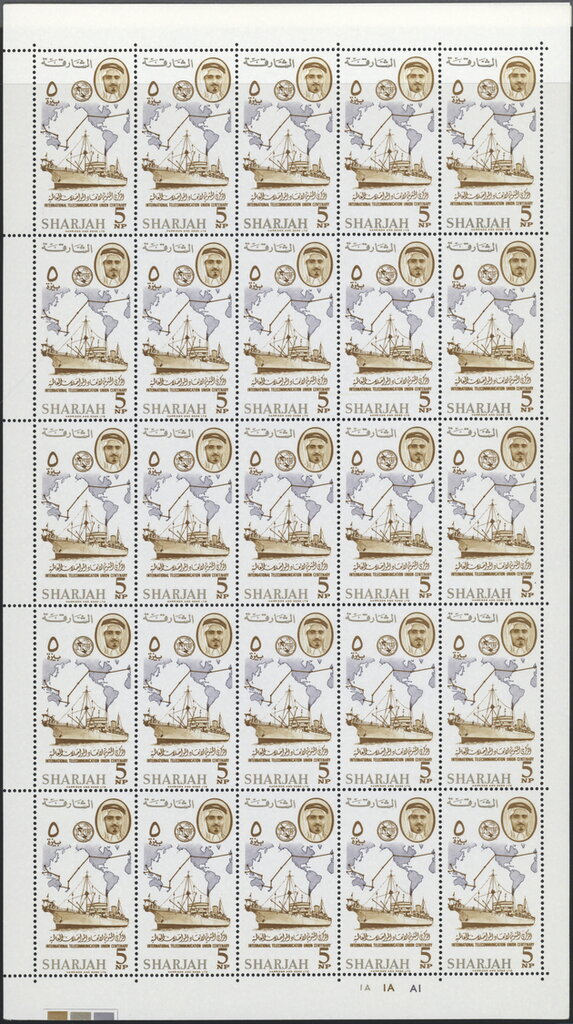
صحيفة كاملة تضم 25 طابعا بقيمة 5 بيزات
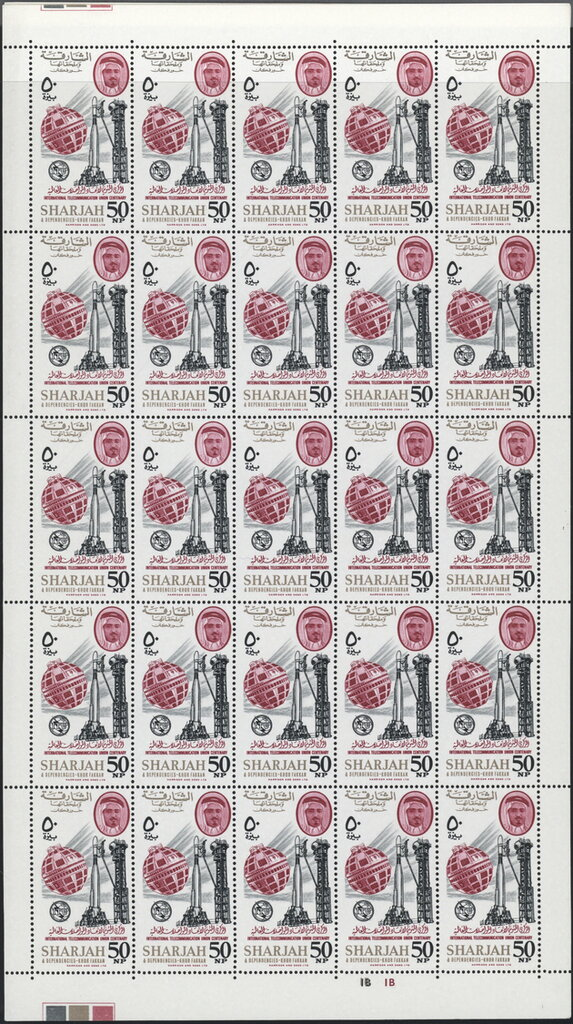
صحيفة كاملة تضم 25 طابعا بقيمة 50 بيزة
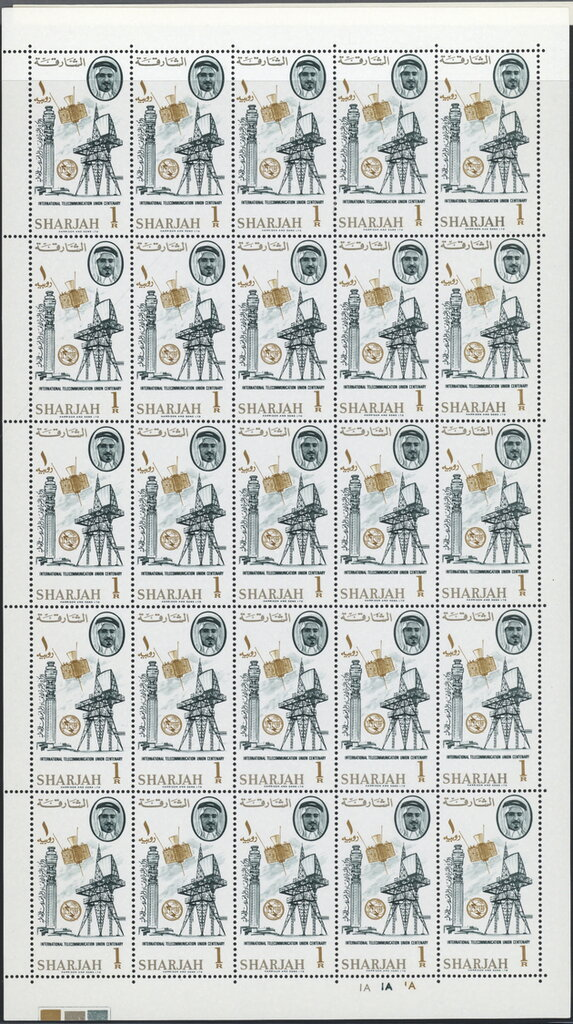
صحيفة كاملة تضم 25 طابعا بقيمة روبية واحدة
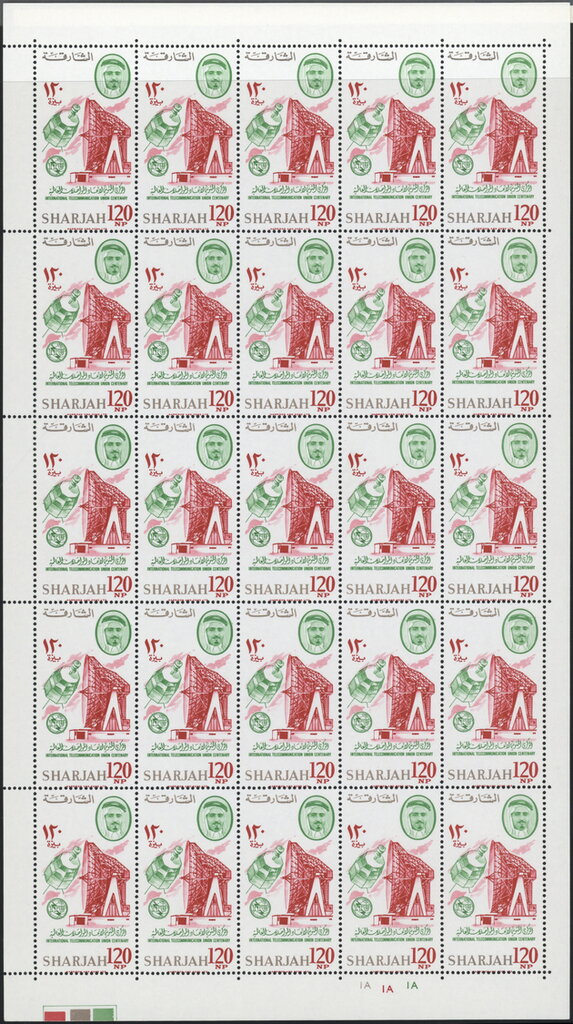
صحيفة كاملة تضم 25 طابعا بقيمة 120 بيزة

كما توفر في إصدار طوابع غير مخرمة:

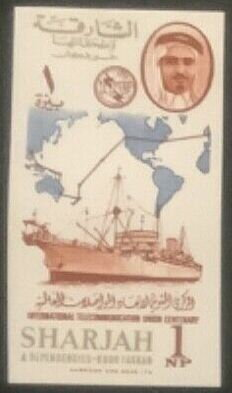
بيزة واحدة
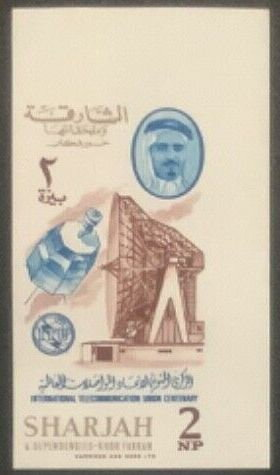
بيزتان
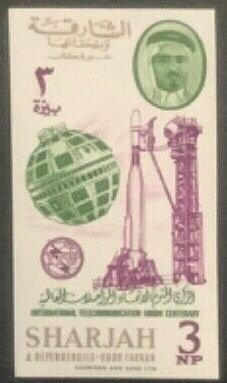
3 بيزات
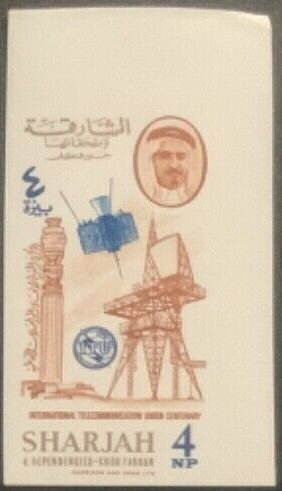
4 بيزات
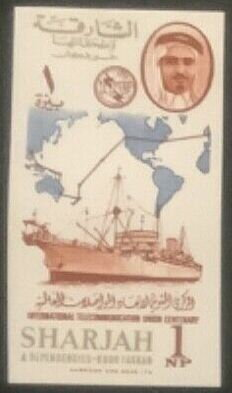
5 بيزات
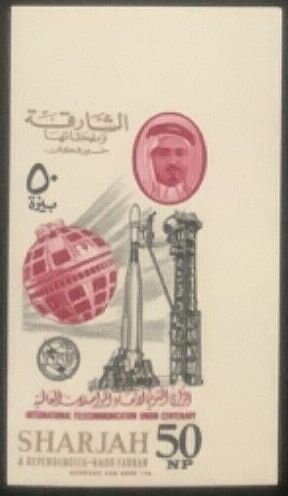
50 بيزة
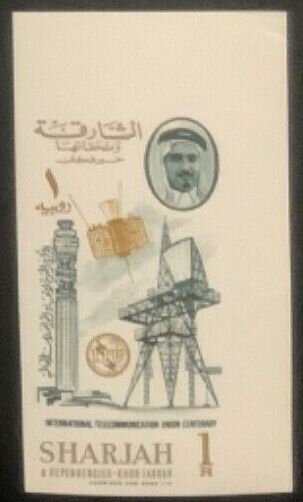
روبية واحدة
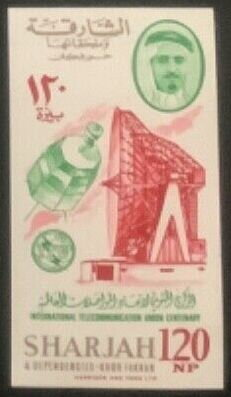
120 بيزة

## إصدارات الدورة الرياضية العربية
في يوم 15 ديسمبر 1965، أصدرت مجموعة من الطوابع التي تحتفي الدورة الرياضية العربية الرابعة التي أقيمت في القاهرة للفترة بين 2 سبتمبر و 14 سبتمبر 1965. وقد كانت قيمة كل طابع 50 بيزة:
وهذه مجموعة الطوابع:

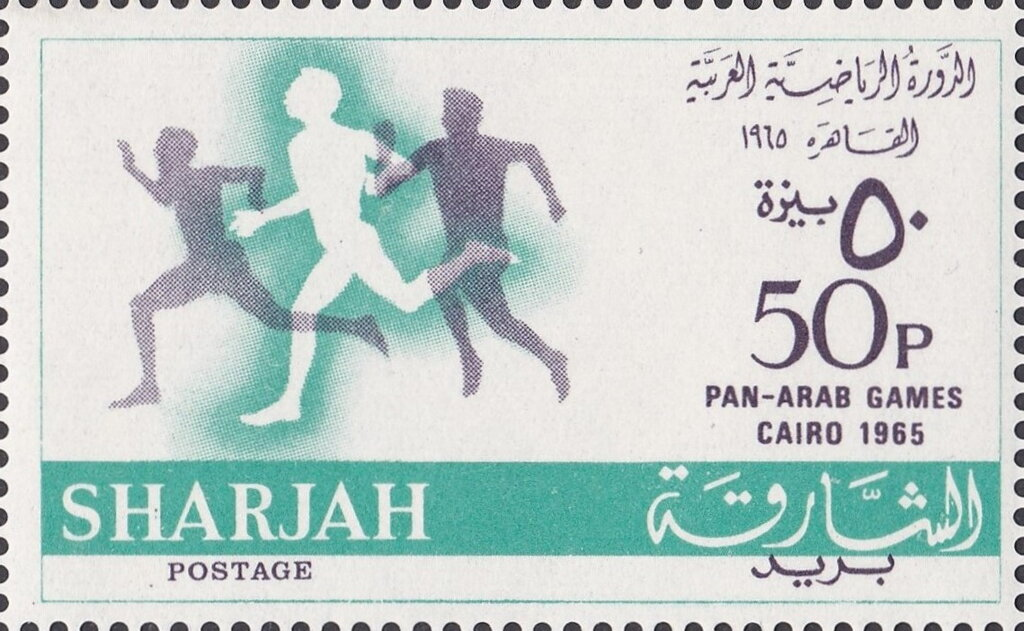
سباقات الركض
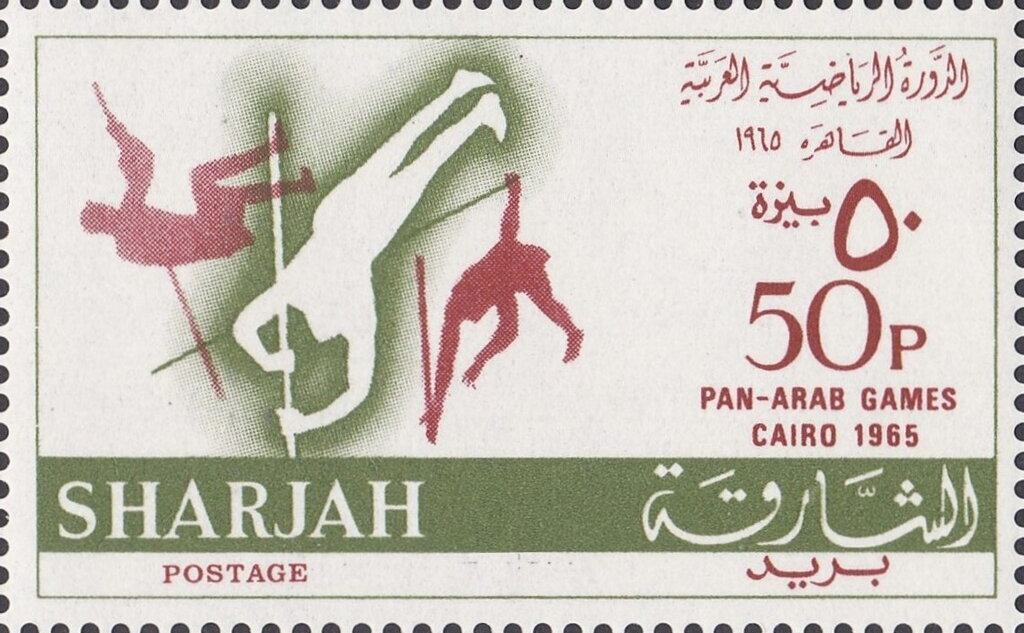
رياضة القفز بالزانة
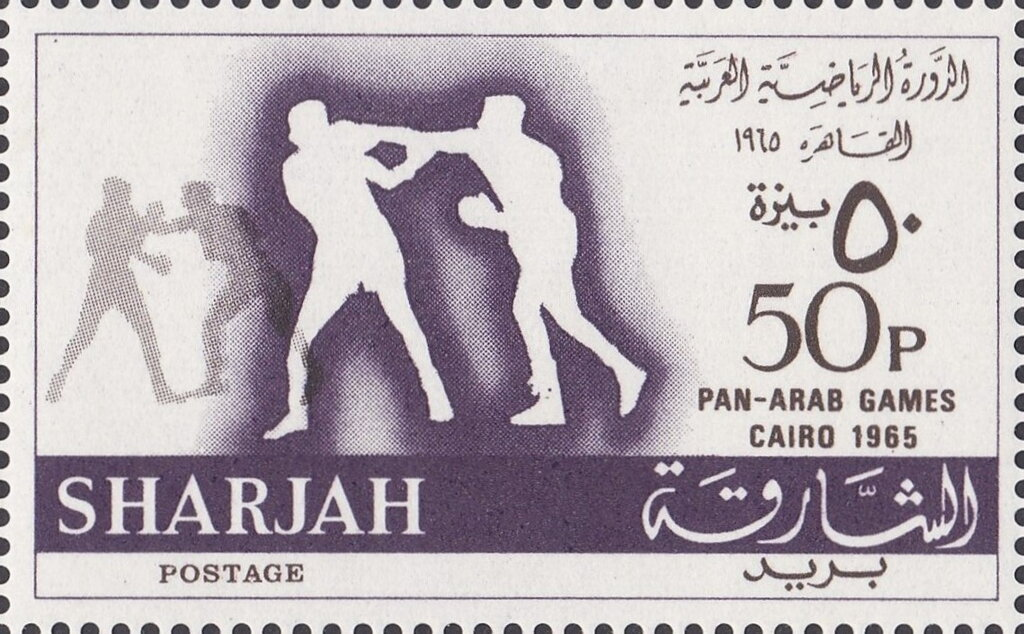
رياضة الملاكمة
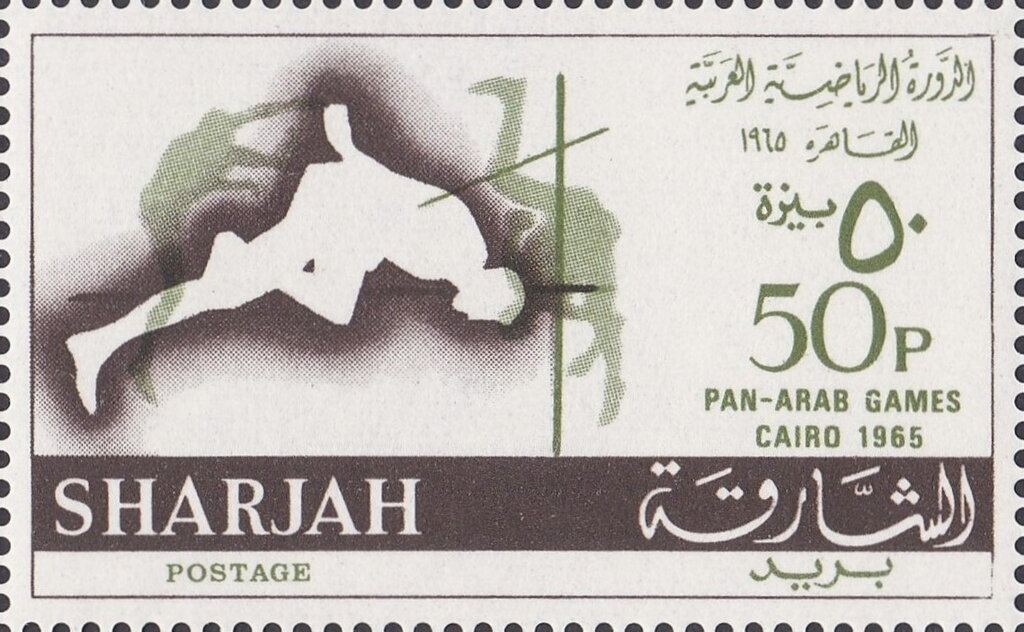
رياضة القفز العالي
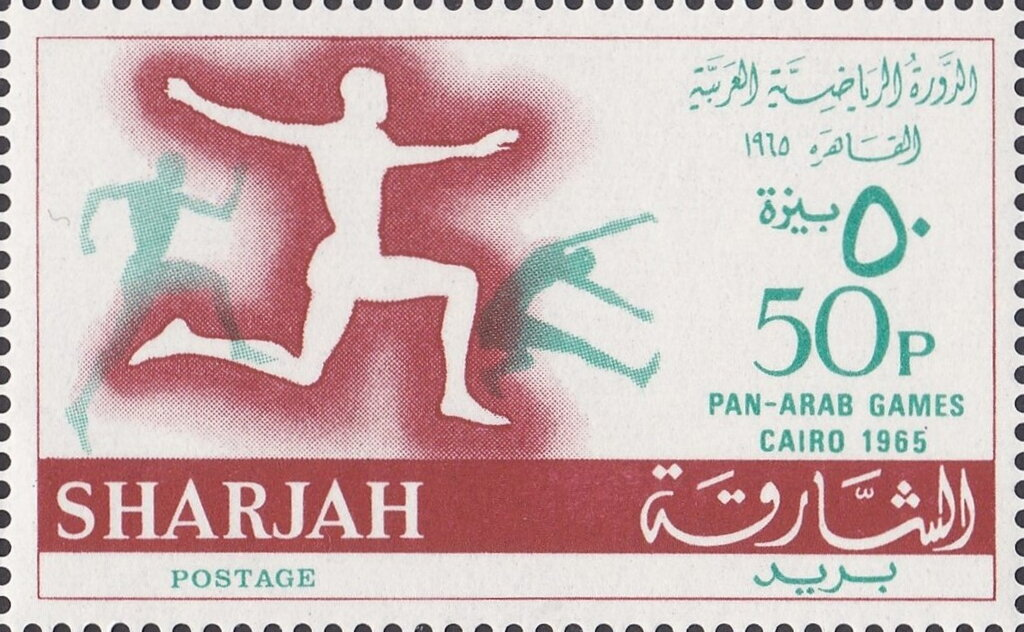
رياضة القفز الطويل

كما يوجد إصدار طوابع غير مخرمة:

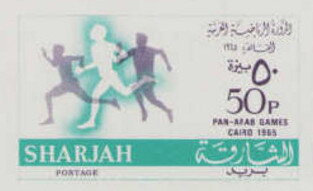
سباقات الركض
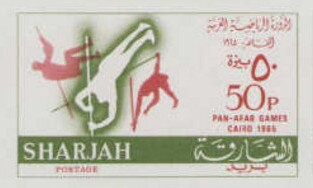
رياضة القفز بالزانة
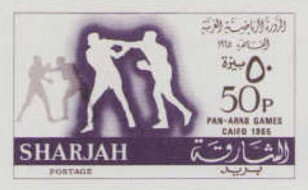
رياضة الملاكمة
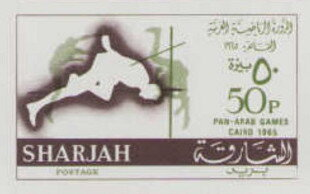
رياضة القفز العالي
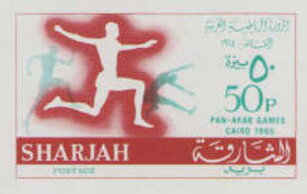
رياضة القفز الطويل

وفي الأصل الطوابع توفرت على شكل طوابع متجاورة:

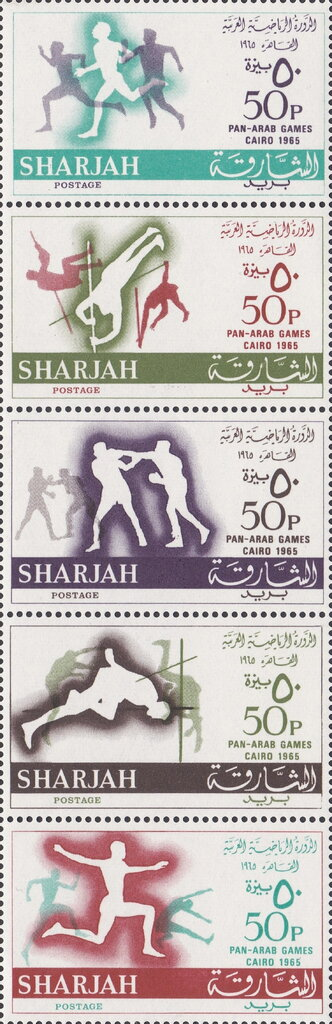
شريط من الطوابع الخمس المخرمة
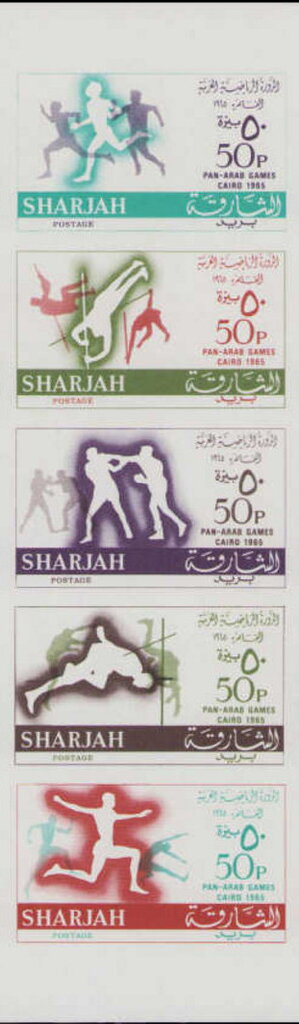
شريط من الطوابع الخمس غير المخرمة

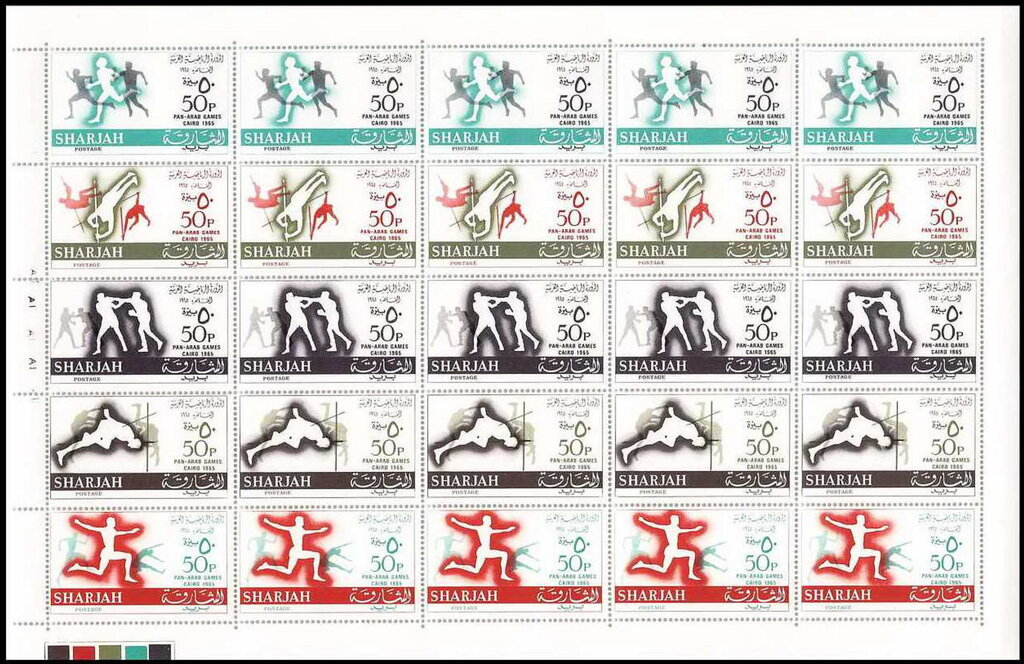
صحيفة طوابع تضم 25 طابعا مخرما.

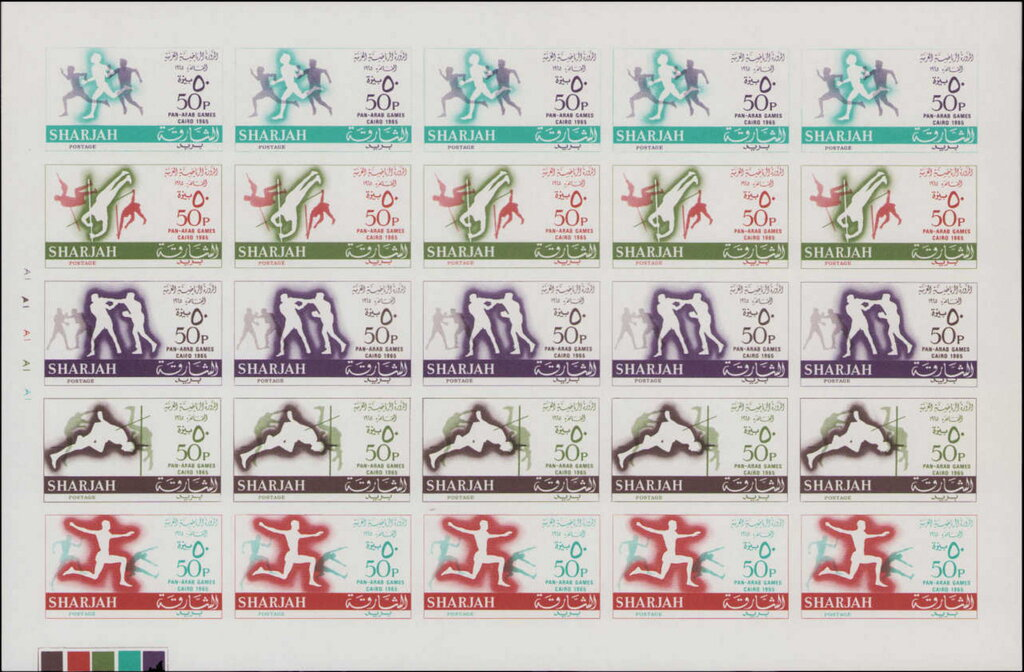
صحيفة طوابع تضم 25 طابعا غير مخرم.